# Кам'янське
Кам'янське (МФА: [kɐmjɐnʲˈsʲkɛ] ( прослухати); у 1936–2016 роках — Дніпродзержи́нськ) — місто в Україні, адміністративний центр Кам'янської міської громади та Кам'янського району Дніпропетровської області. Населення за даними Держстату України станом на 1 січня 2022 року складає 226 845 осіб.
З 17 липня 2020 року — адміністративний центр Кам'янського району, до складу якого увійшли ліквідовані Криничанський, П'ятихатський, Верхньодніпровський райони  Дніпропетровської області.

## Географія
Місто Кам'янське розташоване на берегах Кам'янського водосховища, у середній течії Дніпра, нижче греблі Середньодніпровської ГЕС, за 35 км на захід від міста обласного центру. Протяжність із сходу на захід 22 км, з півночі на південь — 18 км.
Прилеглі населені пункти:
- на лівому березі Дніпра — села Куліші, Єлизаветівка, селище Курилівка Дніпровського району;
- на правому березі Дніпра — селище Аули, село Українка Кам'янського району, селища Карнаухівка та Світле, які підпорядковані Кам'янській міській раді.

У місті розташована парк-пам'ятка садово-паркового мистецтва місцевого значення «Центральний».

### Геологічна будова і рельєф
Кам'янське лежить на місці стику Українського кристалічного масиву і Дніпровсько-Донецької западини, що визначає складний рельєф міста.
Лівобережна частина Кам'янського розташована на Придніпровській низовині. Висота над рівнем моря не вище 65 метрів. Правобережна частина розташована в основному (крім прибережної смуги шириною 700—1000 метрів) на відрогах Придніпровської височини. Тут поверхня хвиляста, розчленована ярами і балками, висота над рівнем моря коливається від 80 до 180 метрів.

### Клімат
Клімат Кам'янського помірно-континентальний, посушливий. Кількість опадів на рік становить близько 400 мм. Середньодобова температура січня -6 °C, липня +21 °C.

## Назва
За однією з версій, назва поселення походить від прізвища козака Каміона, який начебто побудував зимівник біля острова Слюсарєва. Цю версію обстоював запорожець Микита Корж, коли говорив про те, що села Кам'янське, Романкове, Тритузне й Карнаухівка названі так за прізвиськами запорізьких козаків — осадників, що заснували там хутори.
За твердженням Дмитра Яворницького, назва Кам'янське походить від берегових скель Дніпра.
За твердженням старожила Петра Петровича Коршуна, назва поселення походить від підводної скелі на Дніпрі («камінь-розбійник»), що топила човни й губила людей.
За версією викладача історії середньої загальноосвітньої школи № 44 міста Володимира Дзюби, назва походить від Каменя-Оберега на правому березі Дніпра, на якому хтось вибив уписаний у коло хрест (символ римського колеса фортуни, що на Русі мав назву «Леванідов Хрест»). Мандрівники називали його римським або Романовим каменем, речистим, «каменем ліку років та часу». Існувало повір'я, що цей камінь допомагав мандрівникам на човні пройти небезпечні забори й щасливо дістатись на Запорожжя, а також відганяв нечисту силу. Тому й перших козаків, які поставили свої зимівники біля каменя-оберега прозвали Романом і Каміоном.
Назви ж Карнаухівки та Тритузне походять від їхніх засновників — козаків Семена Карнауха і Данила Тритуза (Трейтуза).

## Історія

### Заснування. Козацька доба
В часи Київської Русі у цій місцевості проходили важливі торгові шляхи — Соляний, Залозний, водний Грецький шлях, поблизу була переправа через Дніпро. Внаслідок постійних монгольських набігів ці землі перетворилися на частину Дикого поля.

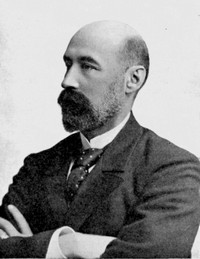
Ігнатій Ясюкович — перший керівник металургійного заводу та розбудовник Кам'янського

Першим відомим поселенням людей на території сучасного Кам'янського є згадуваний Ґійомом де Бопланом ще у 1-й половині XVII століття Романівський курган, де був укріплений перевалочний пункт та на якому запорозькі козаки збиралися на військові ради. Згодом тут з'явилось козацьке поселення Романкове.
Масове заселення цих земель почалося в період існування Нової Січі, коли виникли запорозькі слободи Карнаухівка (1738 рік), Тритузне (1740 рік), що входили до складу Кодацької паланки.

Село Кам'янське вперше згадується у 1750 році у зв'язку з будівництвом Різдво—Богородицької церкви:
«У 1750 році, бажаючи пошукати в Росії місце, від того Чигиринського монастиря він, ієрей Власій, відлучився в цьому 1750 році, пошукав собі, місце військових запорозьких вольностей в селі Кам'янському, до церкви Різдва Пресвятої Богородиці, що тоді розпочала будуватися, куди, за виданими йому, ієрею Власію, від парафіян тамтешніх презентом від преосвященного митрополита Київського, Галицького та малої Росії покійного Тимофія Щербацького, всиновлювану грамоту 1751 року, червня 14-го дня, отримав, при якій церкві перебував він ієрей Власій, з того часу до 1753 року…».
Після ліквідації Запорозької Січі у 1775 році села отримали статус казенних військових поселень та увійшли до складу Саксаганського (згодом Новокодацького) повіту Слов'янської провінції Новоросійської губернії. Від 1802 року — у складі Катеринославського повіту Катеринославської губернії.
Відірване від головних торгових шляхів і основних промислових районів, Кам'янське розвивалося досить повільно. За даними перепису 1782 року в селі налічувалось близько тисячі жителів. Їхніми основними заняттями були землеробство, скотарство, рибна ловля, промисли.
Прізвища козацьких сімей, що жили у с. Кам'янському у XVIII—XIX століттях: Колінько, Шматко, Караван, Снитько, Грицан, Сокол, Буц, Ципа, Губа, Венжега, Цибулько, Тонконог, Яловий, Яровий, Байдуж, Загорулько, Солодченко, Жидко, Тягнирядно, Губський, Сушко, Журавель, Могила, Голобородько, Богдан, Шандра, Ноздря, Ріпка, Рясний, Матухно, Король, Косинський, Сніжко, Золотаревський, Толок, Лупало, Лябога, Фундурат, Порх, Козик, Матина, Горб, Туруля, Загреба.

### Часи Російської імперії
Станом на 1859 рік Кам'янське було державним селом й відносилося до 1-го стану Катеринославського повіту зі становою квартирою у Романкове. Тут було 382 подвір'я, 1 православна церква й мешкало 2927 осіб.
Розвиток села пожвавився у другій половині XIX століття, у період індустріалізації Російської імперії. У Кам'янському з'являються кузні, олійниці, крамниці, млини.
У 1880-х роках, після спорудження Катерининської залізниці, яка проходила поблизу і з'єднувала Донбас із Кривбасом, у Кам'янському починає розвиватися промисловість.
У 1884 році на північно-західній околиці селища побудовано шпало-просочувальний завод для потреб Катерининської залізниці, введений у дію того ж року, також відкрито залізничну станцію Тритузна, що з'єднувала спеціальною гілкою зі станцією Запоріжжя-Кам'янське. Станом на 1886 рік у слободі мешкало 2 901 осіб, налічувалось 479 подвір'їв, була православна церква і базар по неділях. Слобода входила до складу Романківської волості разом з Романковим, Тритузним і Аулами. Карнаухівка входила до Діївської волості.
У 1887 році Південно-Російське Дніпровське металургійне товариство (засновники з Бельгії, Польщі, Німеччини та Франції) розпочало будівництво найбільшого на той час металургійного заводу (тепер — Камет-сталь). 2 березня (за юліанським календарем — 17 лютого) 1889 року була введена в дію перша доменна піч. Поруч з Дніпровським заводом було збудовано селища інженерно-технічне — Верхня колонія та робітниче — Нижня колонія, що згодом склали єдиний архітектурний ансамбль заводського містечка.
Чисельність населення Кам'янського почала швидко зростати за рахунок нових робітників заводу і у 1896 році вже становила 18 тисяч осіб.
За переписом 1897 року кількість мешканців зросла до 16878 осіб (9169 чоловічої статі та 7709 — жіночої), з яких 13290 — православної віри, 2736 — римо-католицької. У 1896 році було збудовано Свято — Миколаївську заводську православну церкву, а у 1897 — римо — католицький костел святого Миколая.
На межі ХІХ — ХХ століть поруч з селом Кам'янське складаються різночинні райони «промислового села», що поступово набуває міських обрисів — Піски, Нові Плани, забудова Гімназичного проспекту.
У 1912 році Кам'янське стало центром Кам'янської волості, до складу якої було також включене село Тритузне.
Станом на 1912 рік у Кам'янському діяли металургійний, пивний, 2 цегельних, завод мінеральних вод та канатна фабрика. Також в селищі були лісотехнічний комбінат.
У 1913 році в Кам'янському проживало 40 407 осіб, з них лише 7405 — були селянами, а решта (33 002) різночинцями переважна частина яких жила в селищі біля металургійного заводу. За національним складом населення Кам'янського поділялось: росіян, українців та білорусів було 24 475; поляків — 14 175; євреїв — 1220; інших (німців, чехів, татар, караїмів тощо) 537.
До закладів освіти належали 2 гімназії, заводське училище для дітей робітників заводу та 9 початкових шкіл.  Система охорони здоров'я була представлена заводською лікарнею в «промисловому селі» та земською у селі. З культових споруд в селищі діяли: 2 православні церкви, 1 старообрядницька церква, 1 римо-католицький костел, 1 лютеранська кірха, 2 юдейські синагоги, 1 мусульманська мечеть.

### Українська революція

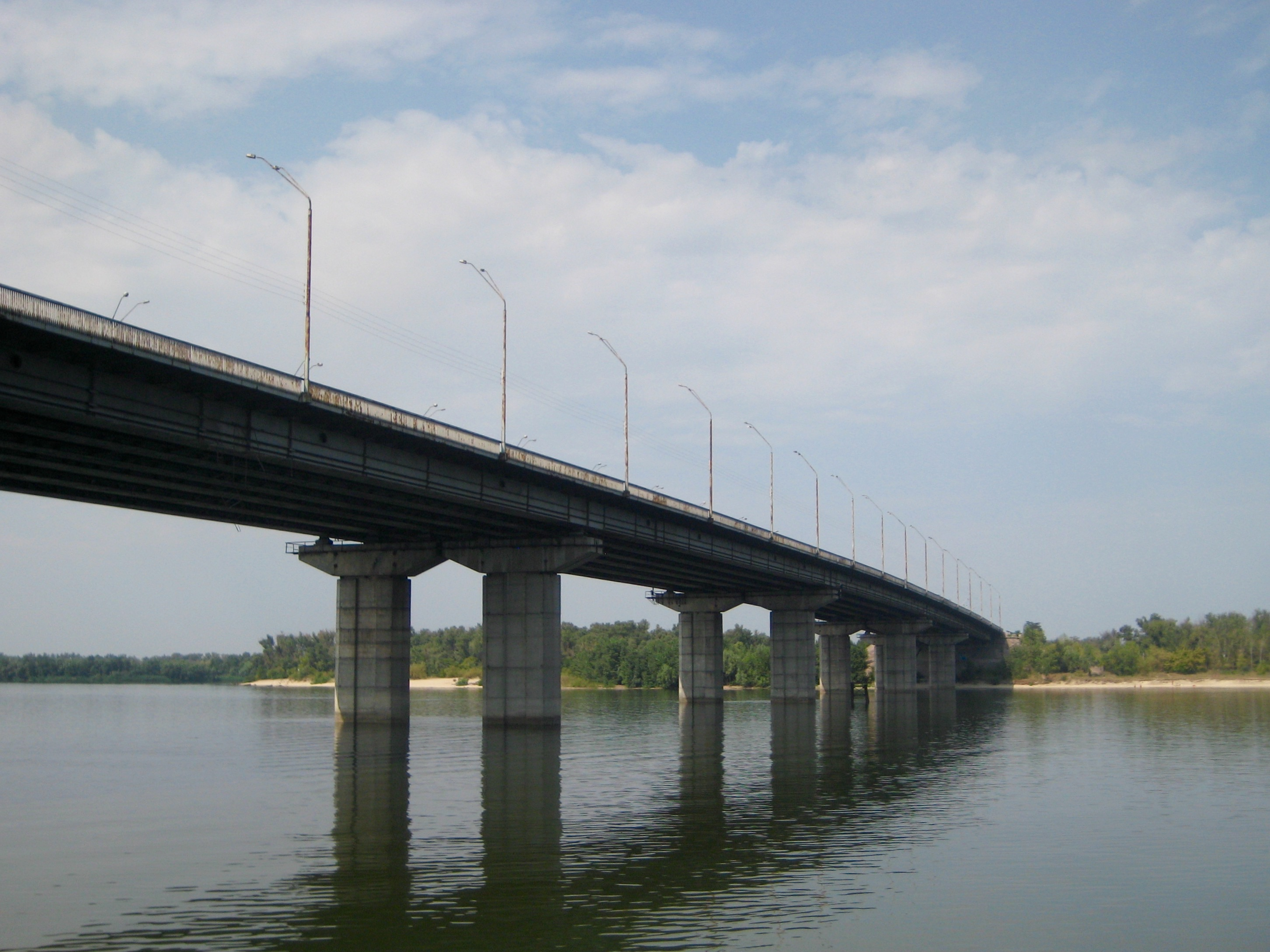
Міст через річку Дніпро

3 червня 1917 року, постановою Тимчасового Уряду про перетворення 41 сільського поселення в міста, заводське селище в Кам'янському отримало статус міста та назву «город Каменскій», однак, цей топонім не прижився. Сільська частина Кам'янського мала окремий статус села до 1928 року, коли її було приєднано до міської частини.
Під час Української революції років Кам'янське перебувало під владою різних політичних сил та військових угрупувань. З проголошенням Української Народної Республіки увійшло до його складу. Протягом Першої радянсько-української війни, після захоплення російськими військами 28 грудня 1917 року, було проголошено радянську владу. 4 квітня 1918 року місто зайняли союзні Україні німецько-австрійські війська, що згодом підтримали проголошення Української Держави.
Наприкінці 1918 року німецькі війська залишили Кам'янське. До червня 1919 року місто перебувало під владою більшовиків у складі УСРР. У червні — липні 1919 року війська Червоної армії вели бої за Кам'янське і Катеринослав з військами Добровольчої армії Денікіна, внаслідок яких 26 липня 1919 року місто захопили останні.
У 1920 році при Кам'янській чоловічій гімназії видавався журнал «Дніпро». До редакції журналу входили Олександр Моцний, Д. Феденко, В. Феденко, Йосип Штокало, В. Сомик, С. Руденко.
1 січня 1920 року Кам'янське було остаточно захоплене Червоною армією.

### Радянський період

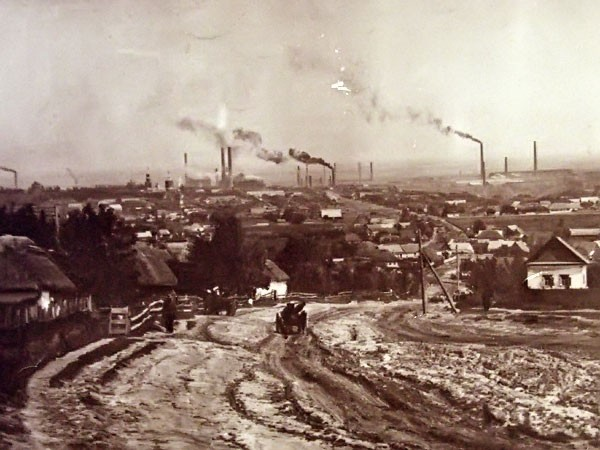
Краєвид на Кам'янське та Дніпровський завод Південно-Російського Дніпровського Металургійного товариства (кінець XIX — початок ХХ століть

19 грудня 1923 року ВУЦВК затвердив рішення про надання статусу міста вдруге.
До 1923 року Кам'янське залишалось у складі Катеринославського повіту Катеринославської губернії. У 1923 році Кам'янське стало центром району у складі Катеринославської, а згодом Дніпропетровської округи. Після утворення у 1932 році Дніпропетровської області Кам'янське отримало статус міста обласного підпорядкування. Впродовж 1932—1939 років Кам'янській міській раді підпорядковувались села, що нині входять до Криничанського, Дніпровського, Солонянського, П'ятихатського та Верхньодніпровського районів.

Будівництво районної електростанції, 1930 р.

1 лютого 1936 року Кам'янське перейменоване на Дніпродзержинськ на честь Фелікса Дзержинського, одного із засновників ВНК та організаторів «червоного терору» в Радянській Росії та на захоплених Червоною армією українських територіях.
У 1938 році до складу міста включені села Романкове та Тритузне.
Упродовж 1920—1930-х років у місті було збудовано 12 потужних промислових підприємств:
- 1926 — вагонний цех металургійного заводу відокремлено у самостійне підприємство — вагонобудівний завод;
- 1931 — введено в експлуатацію першу чергу Кам'янської ДРЕС ім. С. Реденса;
- 1933 — збудовано коксохімічний завод;
- Краєвид на Кам'янське та Дніпровський завод Південно-Російського Дніпровського Металургійного товариства (кінець XIX — початок ХХ століть1934 — збудовано цементний завод;
- 1938 — біля станції Баглій, поза тодішніми межами міста збудовано азотно-туковий завод, який випускав мінеральні добрива та кислоти.
- 1939 — біля станції Баглій розпочато будівництво другого коксохімічного заводу. Також протягом 1930 — х років в місті було збудовано котельнозварювальний завод та хлібозавод.
- 7 листопада 1935 року в Кам'янському було запущено перший трамвай, що ходив від Першотравневої вулиці до цементного заводу.
- Впродовж 1920—1930-х років довкола новостворених підприємств були збудовані нові житлові квартали: Нове селище Дніпровського державного заводу імені Дзержинського, Соцмісто азотно—тукового заводу, містечка цементного заводу, Дніпродзержинської районної електростанції, річкового порту тощо.

Під час Другої світової війни з 23 серпня 1941 року по 25 жовтня 1943 року місто було зайняте німецькими військами. Унаслідок боїв за місто, його підприємства зазнали руйнувань, також зруйновано багато житлових будинків.
У післявоєнні роки роботу промислових підприємств було відновлено. У 1948 році збудовано засекречене підприємство ВПК «завод № 906» (згодом — Придніпровський хімічний завод), що займався переробкою уранової руди для атомної зброї. У 1952 році добудовано другий коксохімічний завод, а у 1956 році розпочалось будівництво Середньодніпровської ГЕС (перший струм станція дала у 1964 році). Також збудовано чавуноливарний завод, другий хлібозавод, завод «Буддеталь», «Авторемзавод». У 1980-ті роки було збудовано завод електообчислюваних матеріалів.
Поруч з Середньодніпровською ГЕС було новий житловий масив селище Дніпробуд. Впродовж 1950-х років було зведено центральний проспект Леніна (з 2016 року — проспект Свободи) зі сквером. З 1957 по 1964 роки збудовані квартали багатоповерхівок південно-західної частини міста, що згодом отримали назву Черемушки. У 1974—1985 роках на лівому березі Дніпра було збудовано багатоповерхівки житлового масиву Лівий Берег, частина якого розташувалась на місці колишнього села Кваки. Одночасно впродовж 1970-х років, у зв'язку з розширенням промислового майданчика металургійного заводу, було знесено частину старих районів міста: більшу частину колишнього села, вулиці Базарний узвіз, Поштову, Пивовара тощо.
Впродовж 1987—1994 років було здійснено зведення мостового переходу через річку Дніпро, що з'єднав правобережну та лівобережну частини міста.
Вперше місто було поділене на Сталінський, Дніпровський та Баглійський райони у 1945 році постановою Верховної Ради УРСР. У 1948 році цей поділ було скасовано. Однак 3 травня 1952 року новою постановою президії Верховної Ради УРСР в Дніпродзержинську було відновлено Сталінський, Дніпровський та Баглійський райони. У 1961 році Сталінський район було перейменовано на Заводський.
У 1950-ті роки до міста було приєднано низку малих селищ:
- 30 жовтня 1956 року — селище Чкалове Карнаухівської селищної ради Криничанського району.[20][21]
- 21 грудня 1956 року — селище Центральної дільниці підсобного господарства заводу ім. Ф. Е. Дзержинського[22].
- 16 червня 1958 року — селище Жовтневе Аульської селищної ради Криничанського району[23].

Впродовж 1955—1963 років йшов процес перепідпорядкування міській раді селища міського типу Карнаухівка Криничанського району. 11 січня 1963 року селище Карнаухівка було підпорядковане Баглійській районній раді міста.

### У незалежній Україні

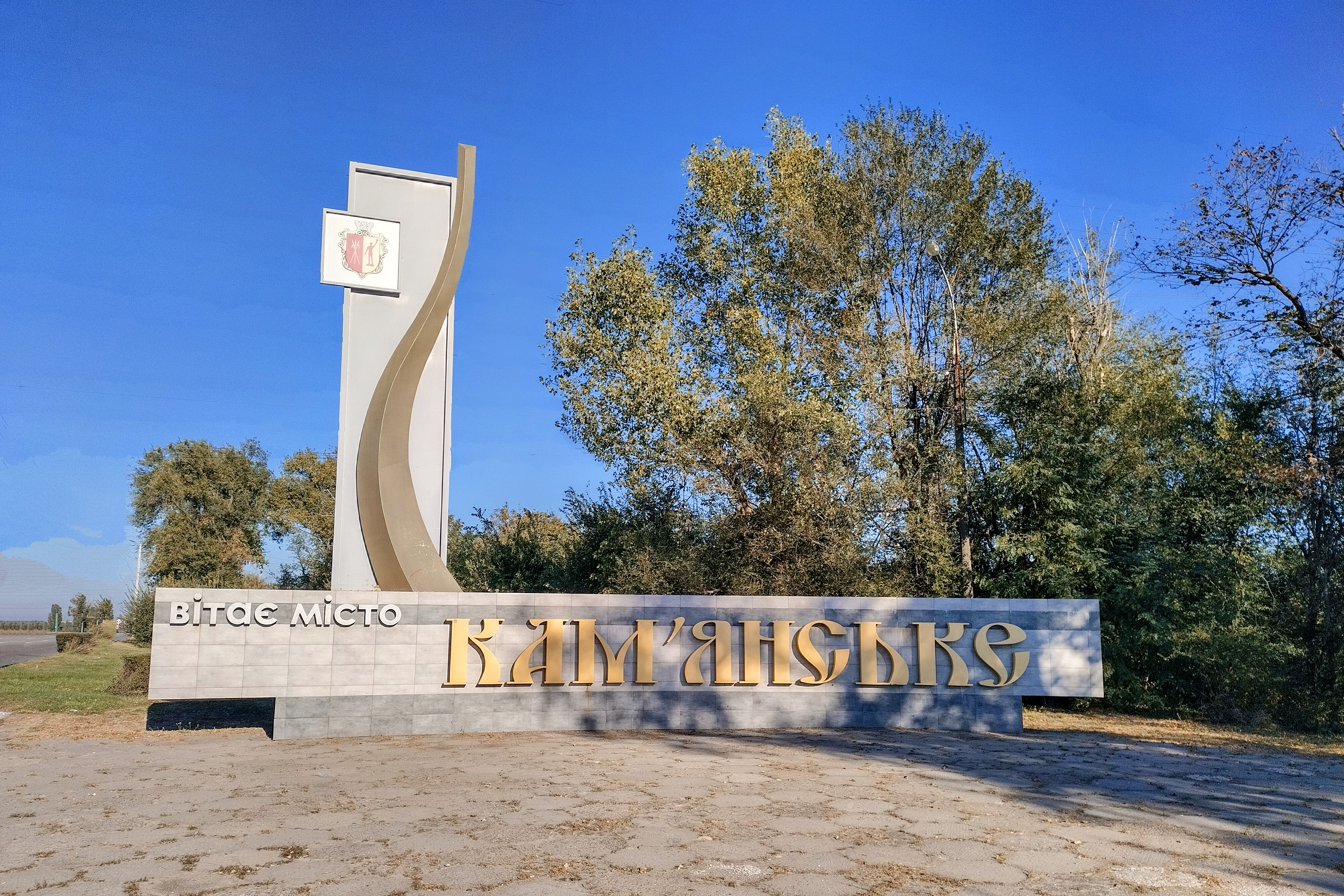
Стела при в'їзді в місто Кам'янське

Кам'янське увійшло в історію незалежної України як місто, в якому вперше, згідно з новою Конституцією, було обрано мера — В. Ю. Швеця.
26 грудня 1994 року, в Кам'янському було відкрито міст через річку Дніпро — найдовший в Україні мостовий перехід. Загальна протяжність цієї інженерної споруди з її транспортними розв'язками, естакадами тощо складає понад 8,5 км. Новий міст був частиною масштабного інфраструктурного проєкту, за яким, зокрема, передбачалося побудувати лінію швидкісного трамваю для сполучення лівобережжя з правим берегом міста та його промисловими підприємствами (цей проєкт так і не був втілений).
16 лютого 2007 році селище Світле Дніпропетровського району було включене до Дніпродзержинська і підпорядковане Карнаухівській селищній раді.
У 2011 році ВО «Батьківщина» було запропоновано перейменувати Дніпродзержинськ в Кам'янське, проте ця ідея не знайшла підтримки.
Наприкінці лютого 2016 року з'явилося рішення міської влади про перейменування низки вулиць Дніпродзержинська (відподно з вимогами законодавства України про декомунізацію).

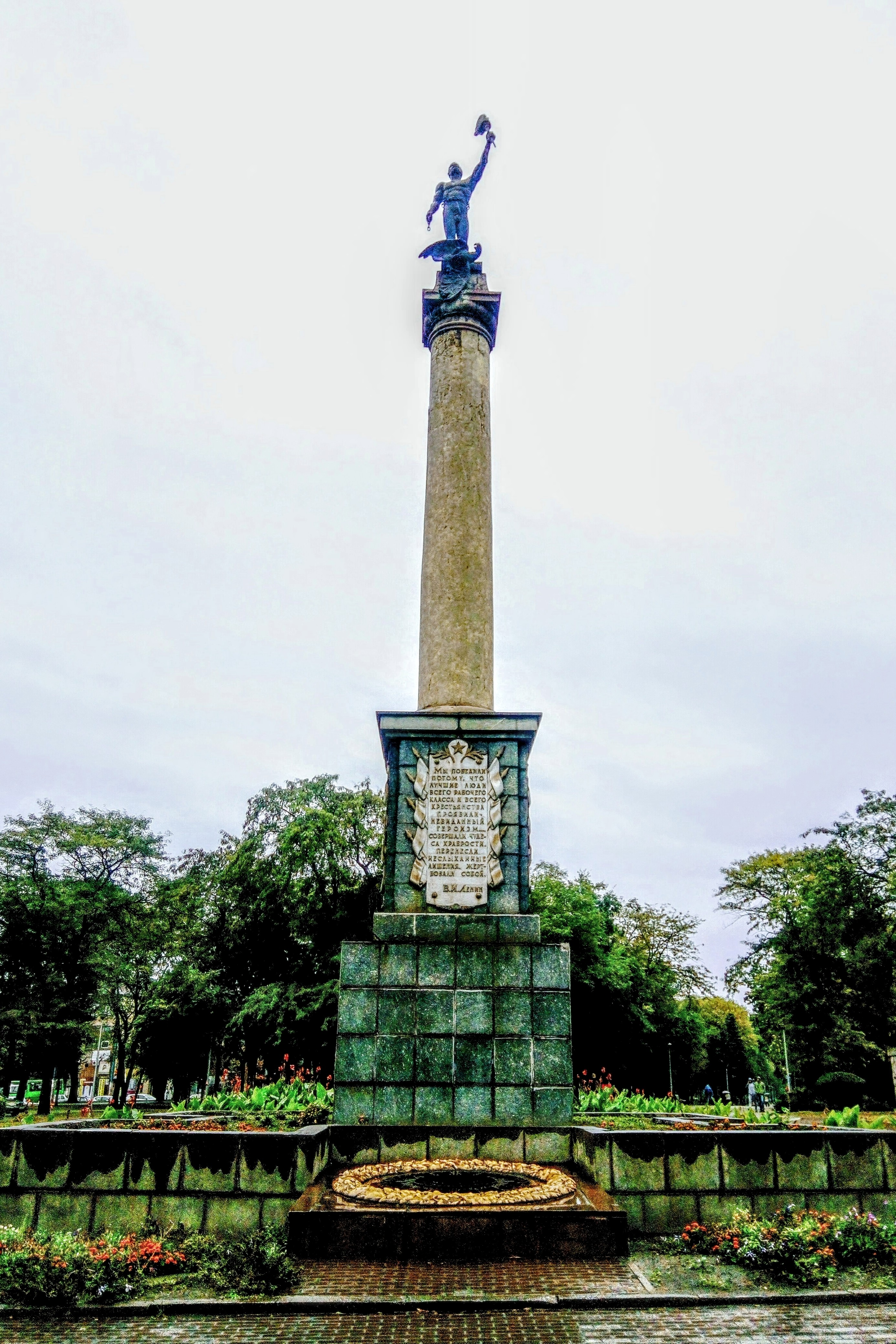
Пам'ятник «Прометей»

Після ініційованих наприкінці 2015 року міською організацією ВО «Свобода» громадських слухань, на яких більшістю мешканців проголосовано за повернення місту його історичної назви, у 2016 році, згідно із законом про декомунізацію, місту повернено історичну назву — Кам'янське.
17 липня 2020 року, в результаті адміністративно-територіальної реформи, місто набуло статусу адміністративного центру новоутвореного Кам'янського району та Кам'янської міської територіальної громади.

#### Російсько-українська війна
У 2022 році, з початком повномасштабного російського вторгнення в Україну, на територію міста та району, станом на 8 квітня, тимчасово переїхало майже 12 000 вимушених переселенців з районів активного ведення бойових дій. До 1 вересня це число збільшилося до 35 000 осіб. Крім того, тут перебував Сіверськодонецький центр первинної медико-санітарної допомоги. Також через Кам'янське проходили маршрути евакуаційних поїздів. Обстрілів російськими ракетами зазнавали сусідні міста.
29 березня 2024 року російські окупанти завдали ракетного удару по місту, внаслідок якого зруйновано три будинки дачного кооперативу та ще ряд будинків пошкоджені. Постраждали п'ятеро осіб, серед них 5-річна дівчинка, одна людина перебувала у тяжкому стані. Російські війська завдали ударів по об'єктах критичної інфраструктури.
У ніч проти 29 липня 2025 року російські окупанти завдали ракетного удару по Кам'янському. Внаслідок атаки загинули три людини, зокрема одна вагітна жінка, поранення дістали понад 20 осіб. Пошкоджені медичні заклади. Вибуховою хвилею зазнали пошкоджень 49 житлових будинків, вибито близько 300 вікон.

### Екологія
Через велику кількість промислових підприємств екологічний стан Кам'янського є доволі поганим. Місто входить до десяти міст України з найбільшою кількістю шкідливих викидів у атмосферу. За даними Центральної геофізичної обсерваторії, індекс забруднення атмосфери у Кам'янському оцінюється як «дуже високий».
Через значні об'єми скидання стічних вод підприємствами міста у річку Дніпро (тільки Дніпровський металургійний комбінат скидає більше 120 мільйонів кубічних метрів щороку) є проблеми із забезпеченням міста чистою питною водою. На території колишнього Придніпровського заводу зберігається більше 30 мільйонів тонн радіоактивних відходів переробки уранових руд.

У 2008 році було створено міжвідомчу комісію з розв'язання екологічних проблем Кам'янського.

Дим, який забруднює повітря
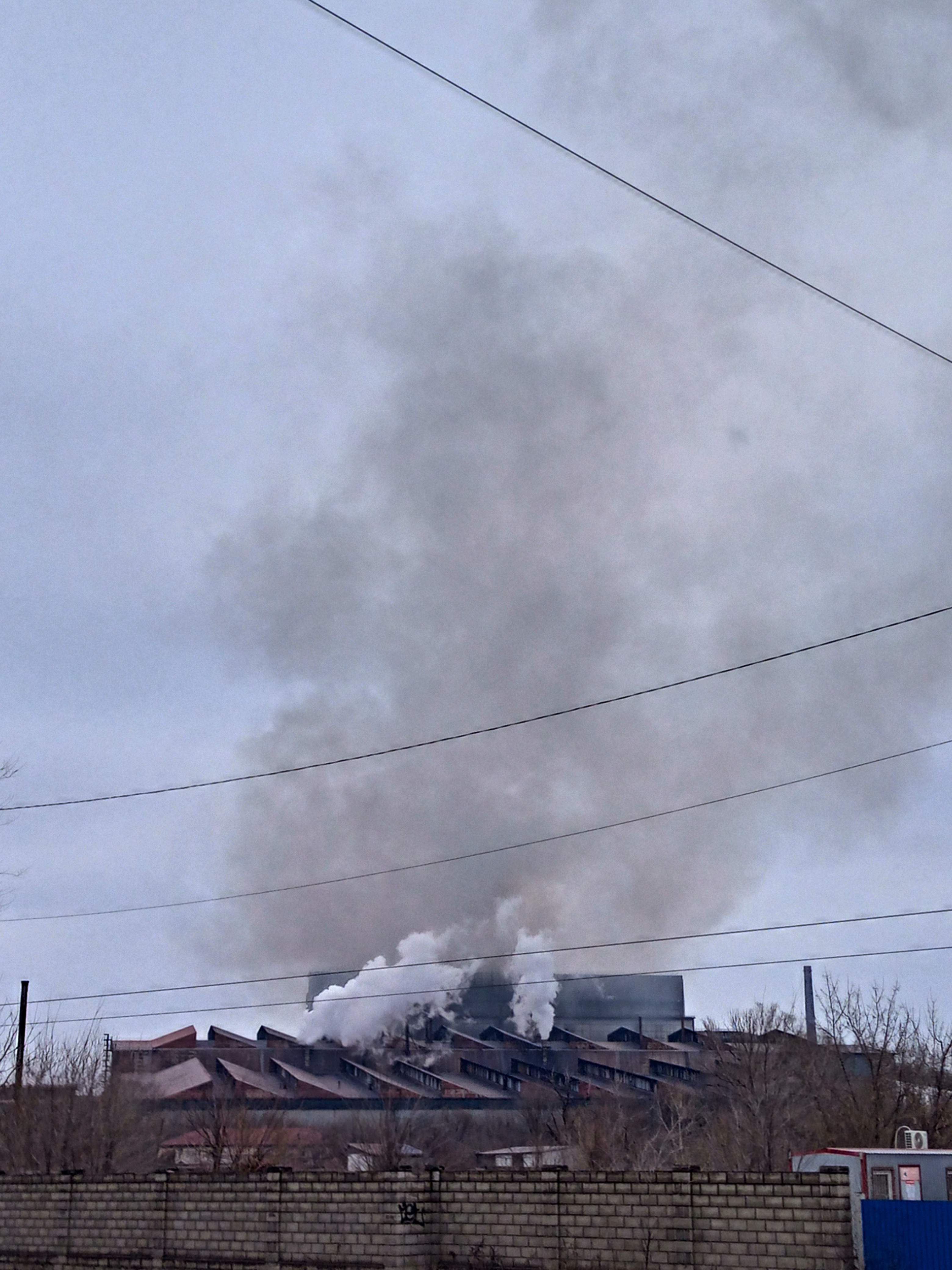
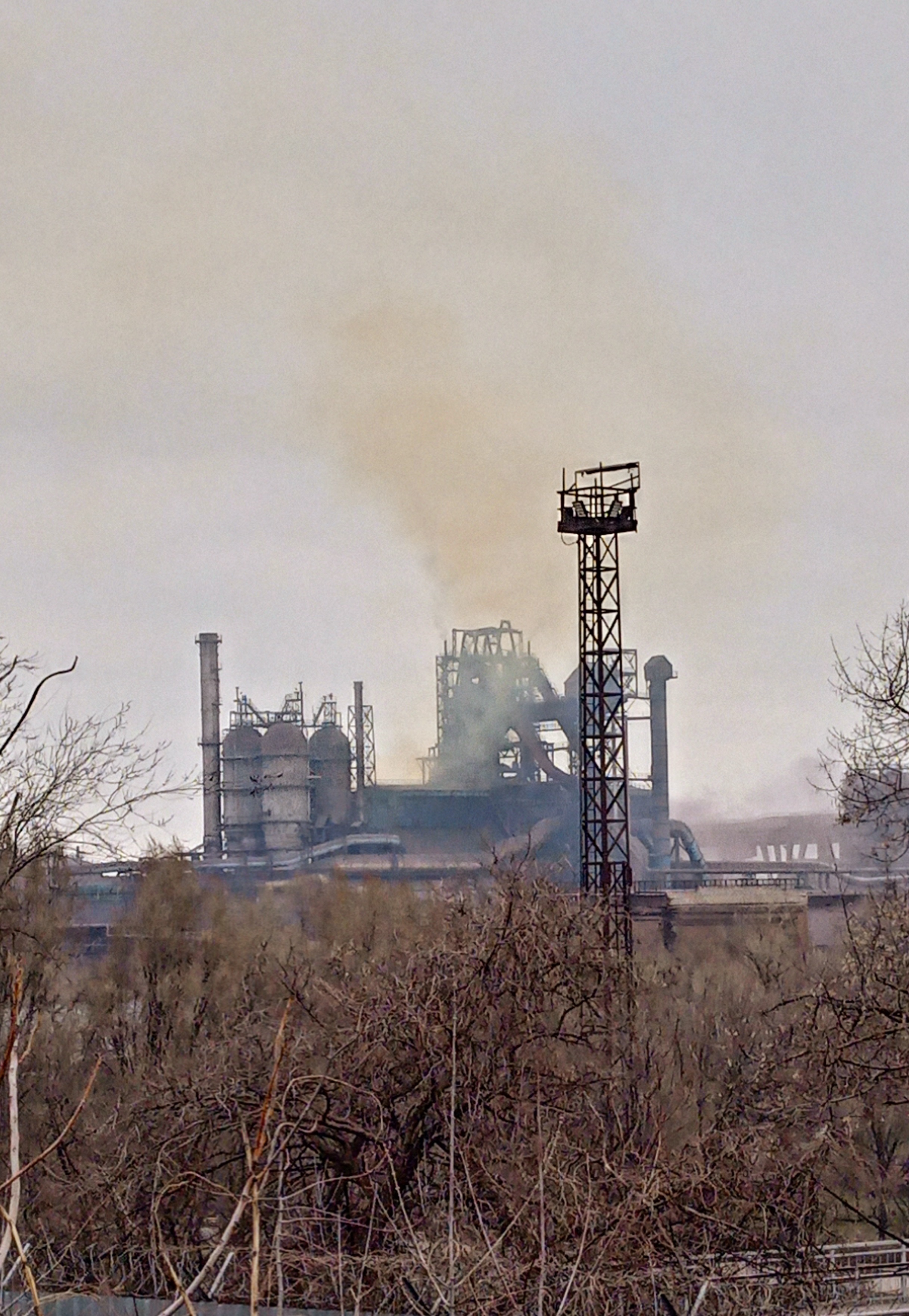
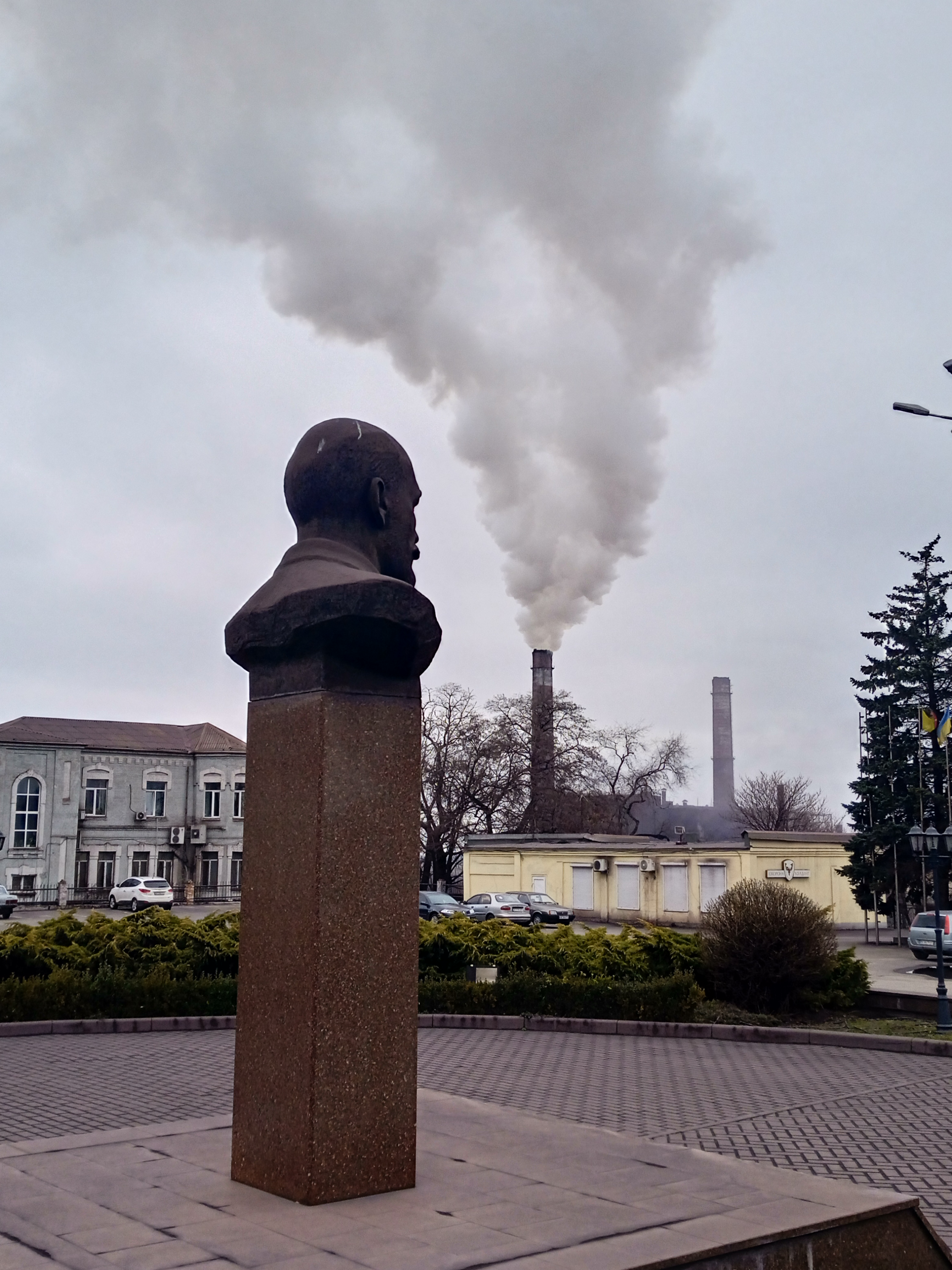

### Адміністративний поділ
9 лютого 1945 р. створено в Дніпродзержинську міські райони — Дніпровський, Сталінський та Баглійський.
У серпні 1948 року райони міста були ліквідовані.
3 травня 1952 року утворені райони Сталінський, Баглійський та Дніпровський.
Кам'янське наразі поділене на три райони та один старостинський округ:
- Дніпровський район
- Заводський район
- Південний район (до якого також належить Світле).
- Карнаухівський старостинський округ — селище Карнаухівка (від 24 грудня 2019)[41].

Кам'янська міська рада складається із 42 депутатів та голови.
Останні вибори міського голови та депутатів відбулися 25 жовтня 2020 року. За їхніми результатами міським головою було переобрано чинного голову Білоусова Андрія Леонідовича (67,27 % — голосів ЗА).

## Населення
Станом на 1 січня 2024 року населення (з урахуванням ВПО) становило понад 240 тисяч осіб. Кам'янське є третім за чисельністю населення містом у Дніпропетровській області та 26 в Україні. Чисельність населення міста має тенденцію до скорочення.

### Національний склад
Національний склад населення за даними перепису 2001 року:
| Національність  | Відсоток |
| --------------- | -------- |
| українці        | 82,05%   |
| росіяни         | 15,70%   |
| білоруси        | 0,72%    |
| вірмени         | 0,25%    |
| євреї           | 0,22%    |
| інші/не вказали | 1,06%    |

### Мовний склад
Рідна мова населення за даними перепису 2001 року:
| Мова            | Чисельність, осіб | Відсоток |
| --------------- | ----------------- | -------- |
| Українська      | 165 284           | 64,85%   |
| Російська       | 87 861            | 34,47%   |
| Білоруська      | 453               | 0,18%    |
| Вірменська      | 365               | 0,14%    |
| Ромська         | 124               | 0,05%    |
| Румунська       | 76                | 0,03%    |
| Польська        | 32                | 0,01%    |
| Єврейська       | 32                | 0,01%    |
| Німецька        | 20                | 0,01%    |
| Інші/Не вказали | 622               | 0,25%    |
| Разом           | 254 869           | 100%     |

### Розподіл населення
- За статтю: жінки — 55,1 %, чоловіки — 44,9 %.
- За віком: працездатне населення — 62,1 %, молодше за працездатний вік — 13,5 %, старше за працездатний вік — 24,4 %.
- За національністю (за даними перепису 5 грудня 2001 року): українці — 214 759, росіяни — 41 080, білоруси — 1 883, євреї — 588, поляки — 363, кримські татари — 236, молдовани — 234, німці — 189, інші національності — 2 402.

## Промисловість і економіка
Структура економіки Кам'янського
Промисловий комплекс Кам'янського становлять 48 основних підприємств, які належать до 10 галузей промисловості, переважно металургійної і хімічної, а також машинобудівної, виробництва будівельних матеріалів, електроенергетичної, деревообробної, харчової, легкої, поліграфічної та інших галузей народного господарства.
Найбільші підприємства міста:
- Середньодніпровська ГЕС
- ПАТ Дніпровський металургійний комбінат  (офіційна назва — ПрАТ «КАМЕ́Т-СТА́ЛЬ»
- ПАТ «ДніпроАзот»
- ВАТ «Дніпровський коксохімічний завод»
- ВАТ «Дніпровагонмаш»
- ПАТ «Дніпровський завод мінеральних добрив» [Архівовано 5 лютого 2016 у Wayback Machine.]
- ВО «Придніпровський хімічний завод»
- ПАТ «ЄВРАЗ Южкокс»
- ТзОВ «Дніпровський автобусний завод».

| Основні показники економіки м. Кам'янського за 2009 рік    | Основні показники економіки м. Кам'янського за 2009 рік |
| ---------------------------------------------------------- | ------------------------------------------------------- |
| обсяг реалізованої продукції промисловості, млн грн.       | 14 439,1                                                |
| інвестиції, млн грн.                                       | 461                                                     |
| введення в експлуатацію загальної площі житла, тис. м.2    | 2 992                                                   |
| експорт товарів і послуг, млн доларів США                  | 393,9                                                   |
| імпорт товарів і послуг, млн доларів США                   | 215,1                                                   |
| середньомісячна заробітна плата найманих працівників, грн. | 1 935                                                   |

Основні види продукції: чавун, сталь, прокат, цемент, кокс, мінеральні добрива, електроенергія, магістральні і промислові вагони. З'явилися і нові види продукції, у тому числі - автобуси.

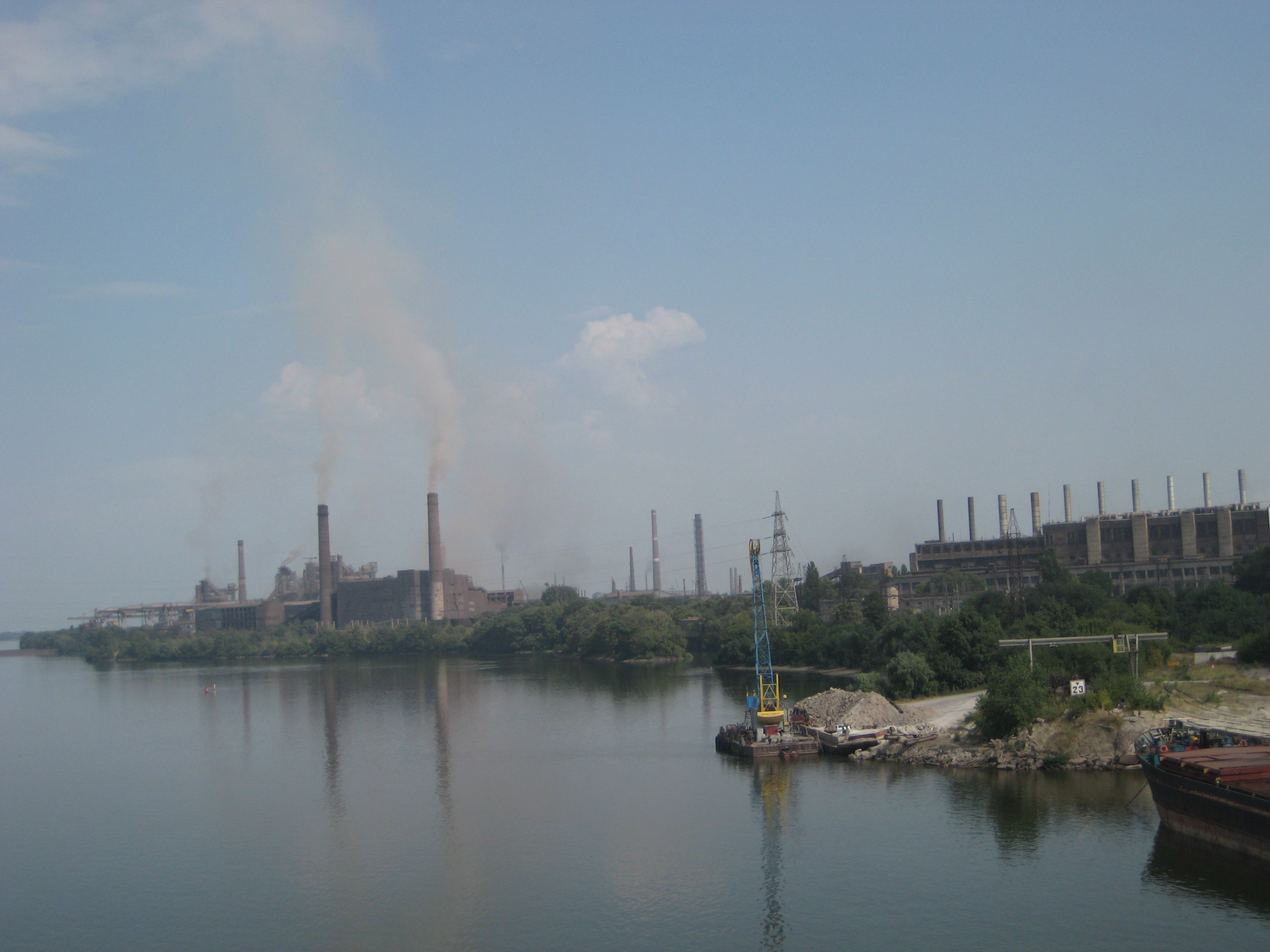
Металургійний комбінат
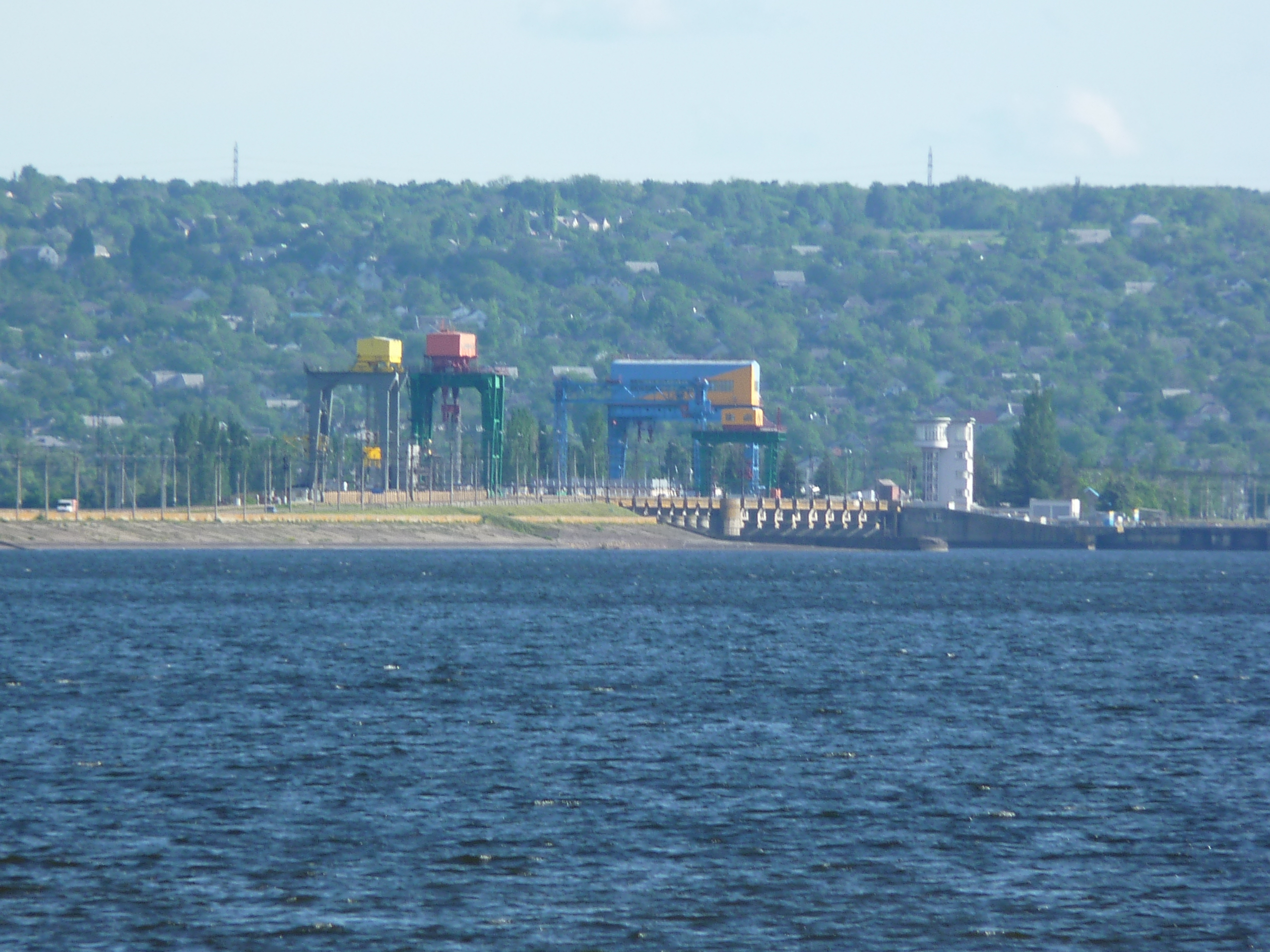
Середньодніпровська ГЕС
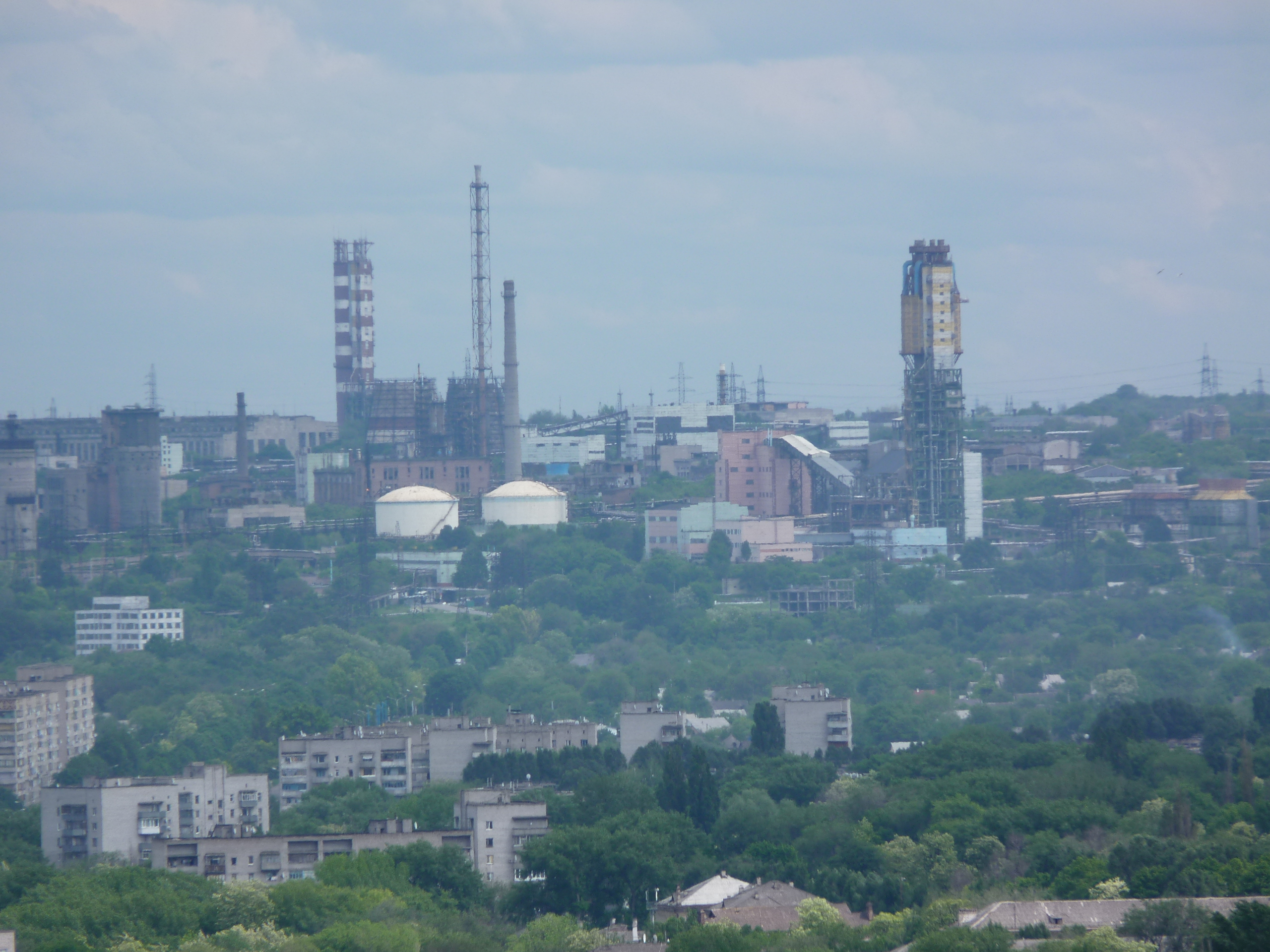
ДніпроАзот
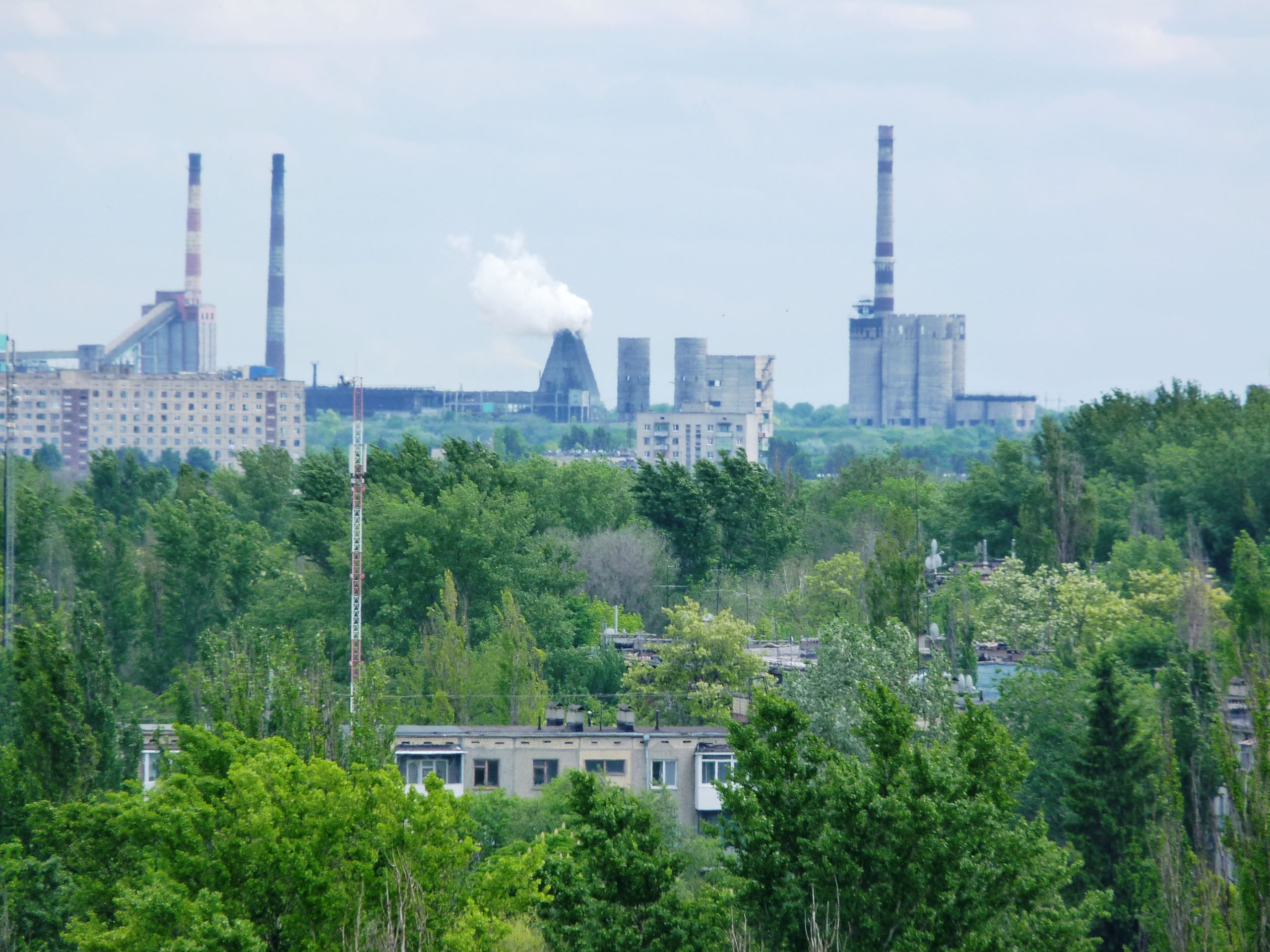
Баглійський коксохімічний завод

## Наукові та освітні заклади
Проектні та науково-дослідні установи:
- Український державний науково-дослідний проектний інститут азотної промисловості і продуктів органічного синтезу (УкрДІАП). Інститут здійснює модернізацію діючих, проектування нових виробництв у хімічній промисловості і суміжних галузях. За проектами інституту збудовано понад 100 агрегатів, з них 31 — в Україні.
- Державний проектний інститут «Дніпродзержинськцивільпроект» займається виготовленням проектно-кошторисної документації на забудову міста. У 1998 році Керівна рада Національного інституту маркетингу США присудила ДПІ «Дніпродзержинськцивільпроект» «Гран-прі Америки 1998 року за якість і обслуговування».

Вищі навчальні заклади:
- Дніпровський державний технічний університет. Головний навчальний заклад міста, має IV рівень акредитації. Складається з 7 факультетів. Університет готує фахівців з 23 спеціальностей. Зараз в університеті навчається майже 5 тисяч студентів, з яких близько 2500 тисяч — на денній формі. В університеті працює 296 науково-педагогічних працівника, з них 37 докторів наук, професорів та 186 кандидатів наук, доцентів. Випускає спеціалістів з металургії, енергетики, економіки, хімічної промисловості.

Навчальні заклади І-ІІ рівнів акредитації:
- Кам'янський медичний коледж.
- Кам'янський музичний коледж (готує фахівців з музичного мистецтва).
- Індустріальний коледж Українського державного хіміко-технологічного університету.
- Кам'янський державний енергетичний технікум.
- Кам'янський комерційний технікум.
- Придніпровський металургійний коледж.
- Кам'янський технологічний коледж Дніпровського державного технічного університету.
- Кам'янський економічний коледж Дніпровського державного технічного університету.
- Державний професійно-технічний навчальний заклад Кам'янський центр підготовки та перепідготовки робітничих кадрів (утворений на базі колишнього професійно-технічного училища № 15 у 2007 році. Готує фахівців для торгівлі, громадського харчування, хлібопекарної та легкої промисловості, побуту)..
- Кам'янське вище професійне училище. Готує фахівців для підприємств металургійної та машинобудівної галузей.
- Державний професійно-технічний навчальний заклад «Кам'янський центр підготовки та перепідготовки робітничих кадрів будівництва та автотранспорту»[45]
- Кам'янський навчальний центр № 34.
- Кам'янський професійний ліцей (готує слюсарів, електрогазозварників, малярів, кухарів та інші професії).
- Кам'янський коледж фізичного виховання.

Також у Кам'янському діє понад 40 загальноосвітніх навчальних закладів:
| Повна назва навчального закладу | Адреса                                                    |
| --- | --------------------------------------------------------- |
| Комунальний заклад "Науковий (Технічний) ліцей імені Анатолія Лигуна" Кам'янської міської ради                                                                        | площа 250-річчя міста, 1                                  |
| Навчально-виховне об'єднання «Ліцей нових інформаційних технологій — загальноосвітній навчальний заклад І—ІІ ступенів — дошкільний навчальний заклад»                 | проспект Перемоги, 47                                     |
| Навчально-виховний комплекс «Загальноосвітній навчальний заклад — дошкільний навчальний заклад» № 3                                                                   | вулиця Максима Чиженка, 35                                |
| Середня загальноосвітня школа № 4 ім. А. С. Макаренка | вулиця Гайдамацька, 5                                     |
| Середня загальноосвітня школа № 5 ім. Г. Романової | проспект Свободи, 42                                      |
| Середня загальноосвітня школа № 6 | проспект Гімназичний, 63                                  |
| Середня загальноосвітня школа № 7 | вулиця Ніжинська, 7                                       |
| Середня загальноосвітня школа № 8 | вулиця 9 Травня, 16                                       |
| Середня загальноосвітня школа № 9 | вулиця Долматова, 13                                      |
| Гімназія № 10 | проспект Аношкіна, 121                                    |
| Навчально-виховний комплекс «Гімназія № 11 — спеціалізована школа з поглибленим вивченням іноземних мов І ступеня — дошкільний навчальний заклад „Еврика“»            | вулиця Миру, 20                                           |
| Середня загальноосвітня школа № 12" | вулиця Сергія Слісаренка, 30                              |
| Навчально-виховний комплекс «Загальноосвітній навчальний заклад — дошкільний навчальний заклад» № 13                                                                  | вулиця Звенигородська, 42                                 |
| "Навчально-виховний комплекс «Загальноосвітній навчальний заклад І-ІІ ступенів-академічний ліцей № 15»                                                                | вулиця 40 років Перемоги, 10                              |
| Спеціалізована школа з поглибленим вивченням іноземних мов І ступеня — колегіум № 16                                                                                  | проспект Тараса Шевченка, 8                               |
| Середня загальноосвітня школа № 18 | вулиця Звенигородська, 31                                 |
| Середня загальноосвітня школа № 19 | вулиця Андріївська, 1                                     |
| Середня загальноосвітня школа № 20 ім. О. І. Стовби | вулиця Стовби, 2                                          |
| Середня загальноосвітня школа № 21 | бульвар Героїв, 22                                        |
| Середня загальноосвітня школа № 22 | вулиця Сержанта Коновалова, 21                            |
| Середня загальноосвітня школа № 23 | вулиця Побратимів, 4                                      |
| Навчально-виховний комплекс «Загальноосвітній навчальний заклад — дошкільний навчальний заклад» № 24                                                                  | вулиця Лікарняна, 51                                      |
| Середня загальноосвітня школа № 25 | вулиця Воїнів-афганців, 10                                |
| Навчально-виховний комплекс «Загальноосвітній навчальний заклад — дошкільний навчальний заклад» № 26                                                                  | вулиця Освітня, 29                                        |
| Середня загальноосвітня школа № 27 | вулиця Залізняка, 19                                      |
| Середня загальноосвітня школа № 28 | вулиця Криворізька, 41                                    |
| Середня загальноосвітня школа № 29 | бульвар Будівельників, 24                                 |
| Середня загальноосвітня школа № 30 | бульвар Героїв, 20                                        |
| Середня загальноосвітня школа № 31 з класами вечірньої форми навчання                                                                                                 | вулиця Спортивна, 39                                      |
| Середня загальноосвітня школа № 32 | вулиця Івана Сірка, 44                                    |
| Середня загальноосвітня школа № 34 | вулиця Дорожня, 22                                        |
| Середня загальноосвітня школа № 35 | вулиця Привітна, 162                                      |
| Навчально-виховний комплекс «Загальноосвітній навчальний заклад — дошкільний навчальний заклад № 36»                                                                  | вулиця Миколи Лисенка, 2А                                 |
| Навчально-виховний комплекс № 37 | вулиця В'ячеслава Чорновола, 34/22                        |
| Середня загальноосвітня школа № 38 ім. І. О. Секретнюка | смт Карнаухівка, вулиця Батальйону ім. Шейха Мансура, 14Б |
| Загальноосвітній навчальний заклад І ступеня — гімназія № 39 | бульвар Будівельників, 15                                 |
| Середня загальноосвітня школа № 40 | проспект Наддніпрянський, 3                               |
| Середня загальноосвітня школа № 42 | вулиця Дунайська, 51                                      |
| Середня загальноосвітня школа № 44 | вулиця Воїнів-афганців, 7А                                |
| Навчально-виховний комплекс "Загальноосвітня школа-інтернат зі спеціальним відділенням для дітей, які потребують корекції розвитку — центр розвитку дитини «Гармонія» | вулиця 9 Травня, 5а                                       |
| Середній загальноосвітній навчально-виховний комплекс «Ор-Авнер» | вулиця Любачивського Ребе, 5                              |

## Архітектура Кам'янського
Умовно можна виділити наступні стилі:
- Дорадянські селища інженерно-технічне — Верхня колонія та робітниче — Нижня колонія разом з католицьким костелом та православною церквою складали єдиний архітектурний ансамбль заводського містечка.
- У 1920 побудовано район "Нові плани"
- У 1950-х будували у стилі "Сталінський ампір" на сучасному Проспекті Свободи.
- У 1974-1985 роках на лівому березі Дніпра було збудовано багатоповерхівки житлового масиву.

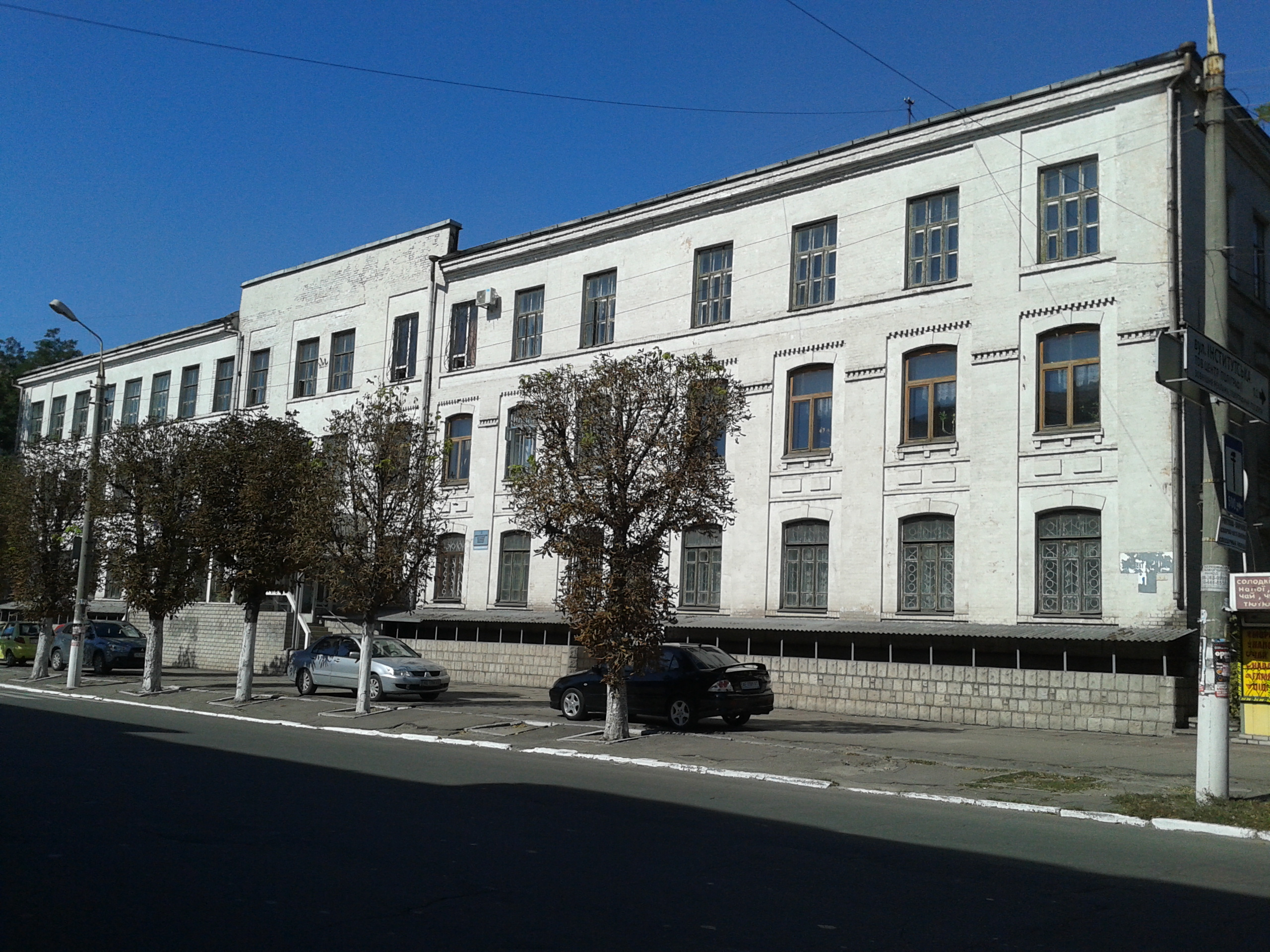
Дитячий притулок православного товариства (тепер - Корпус ДДТУ ім. Арсенічева)
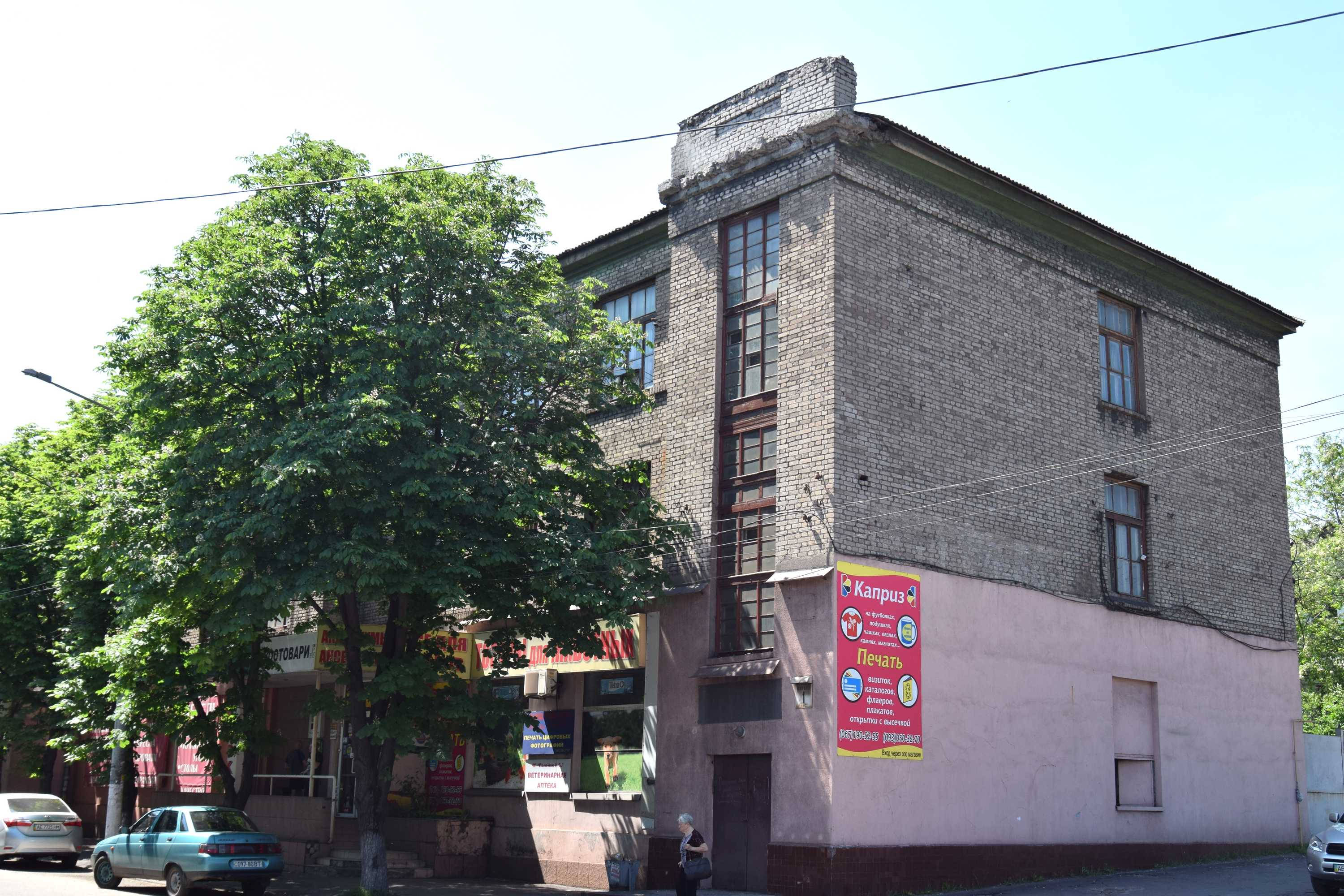
Будівля по вул. Соборній
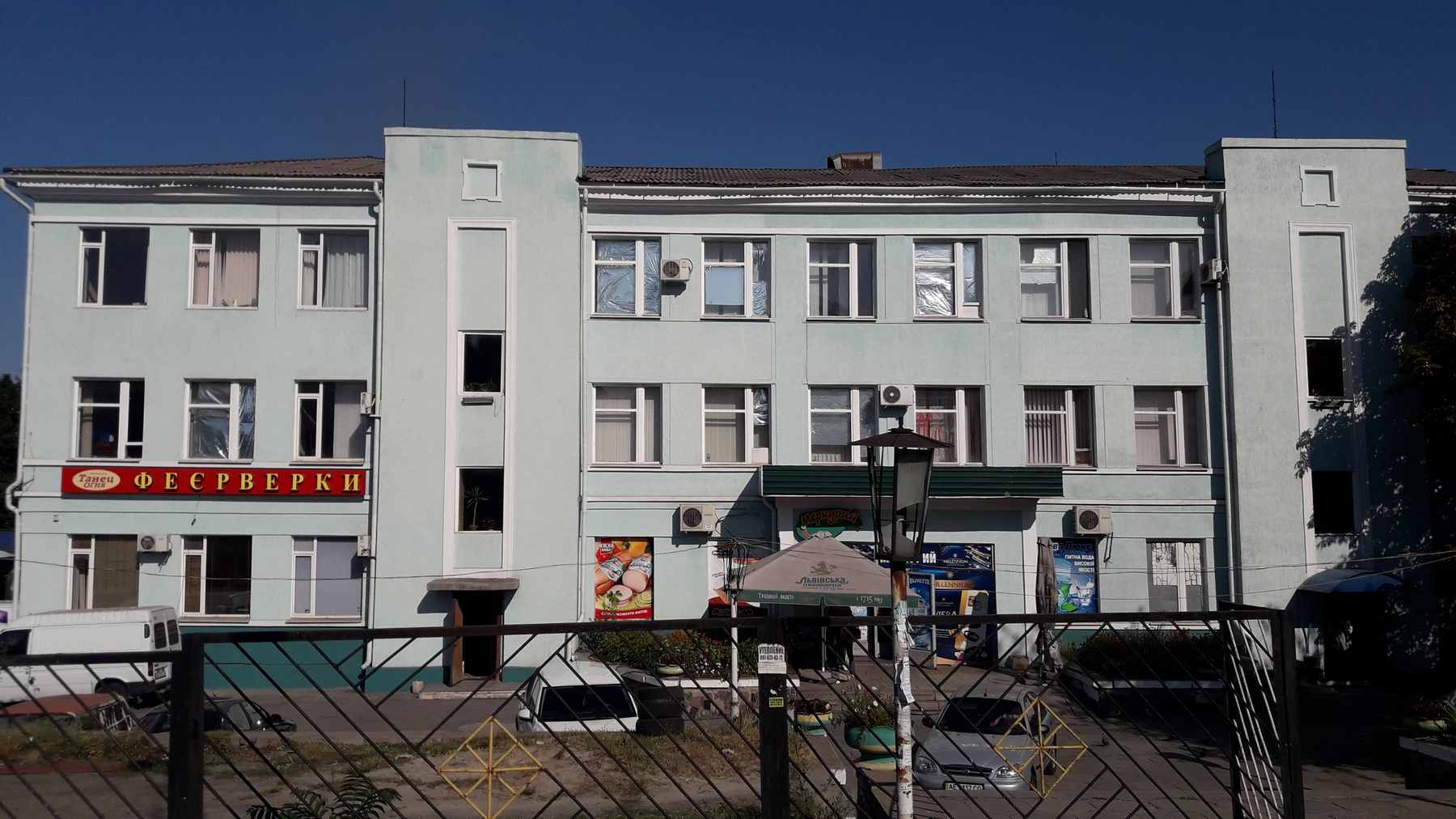
Будівля по пр-ту Тараса Шевченка, 46
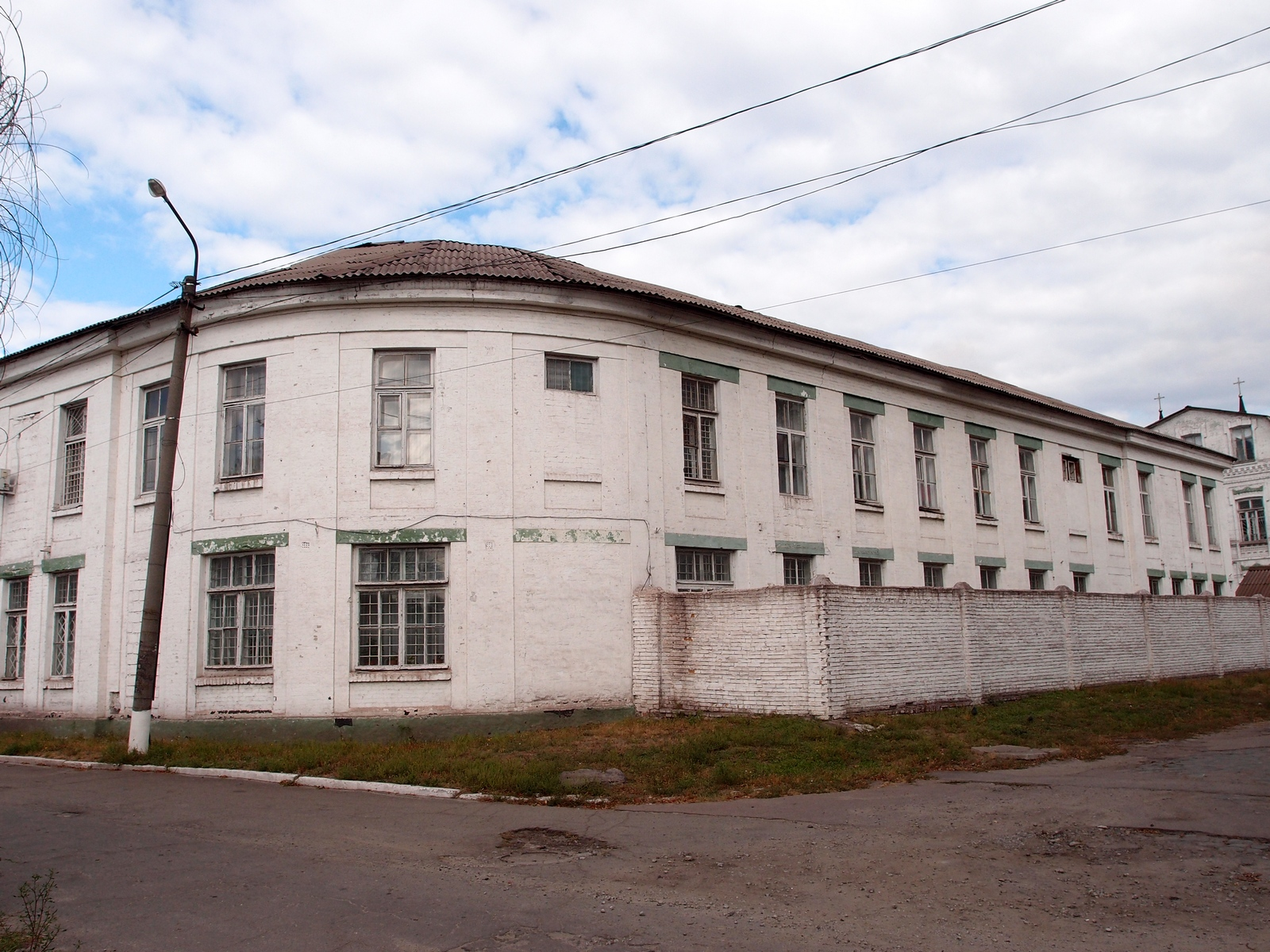
Будинок, в якому у вересні 1917 р. та квітні 1918 р. розміщувався штаб Червоної Гвардії
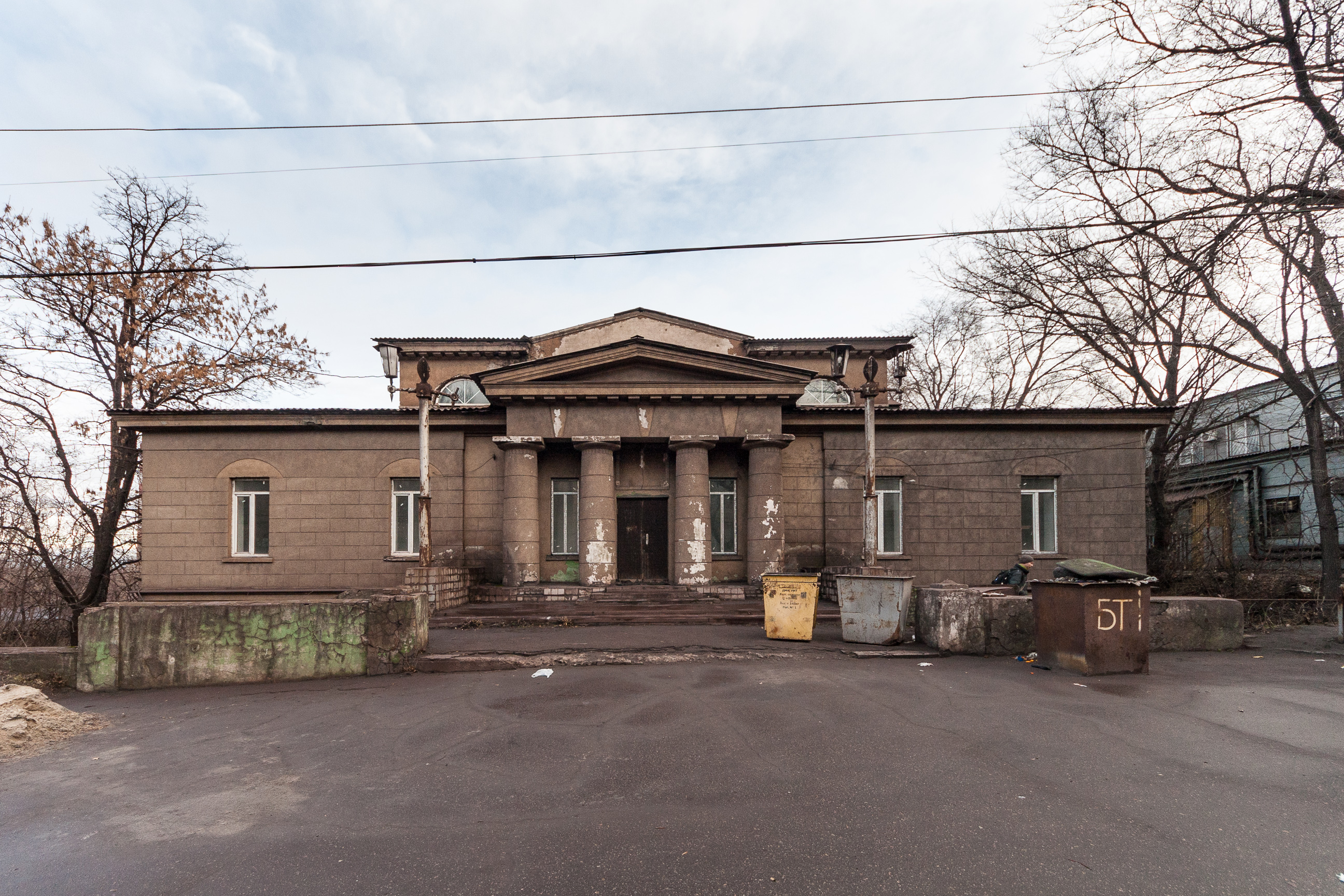
Грязеводолікарня
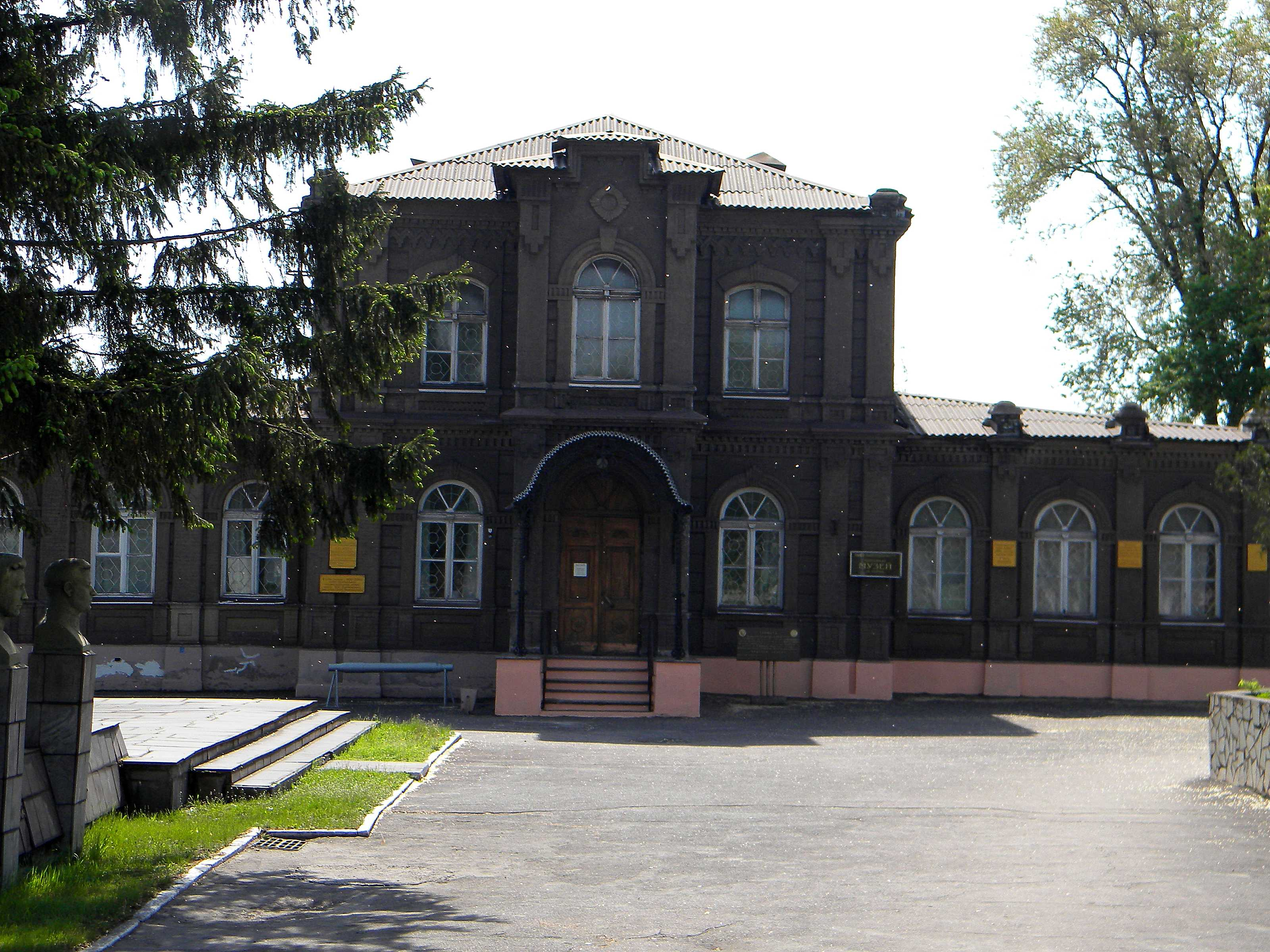
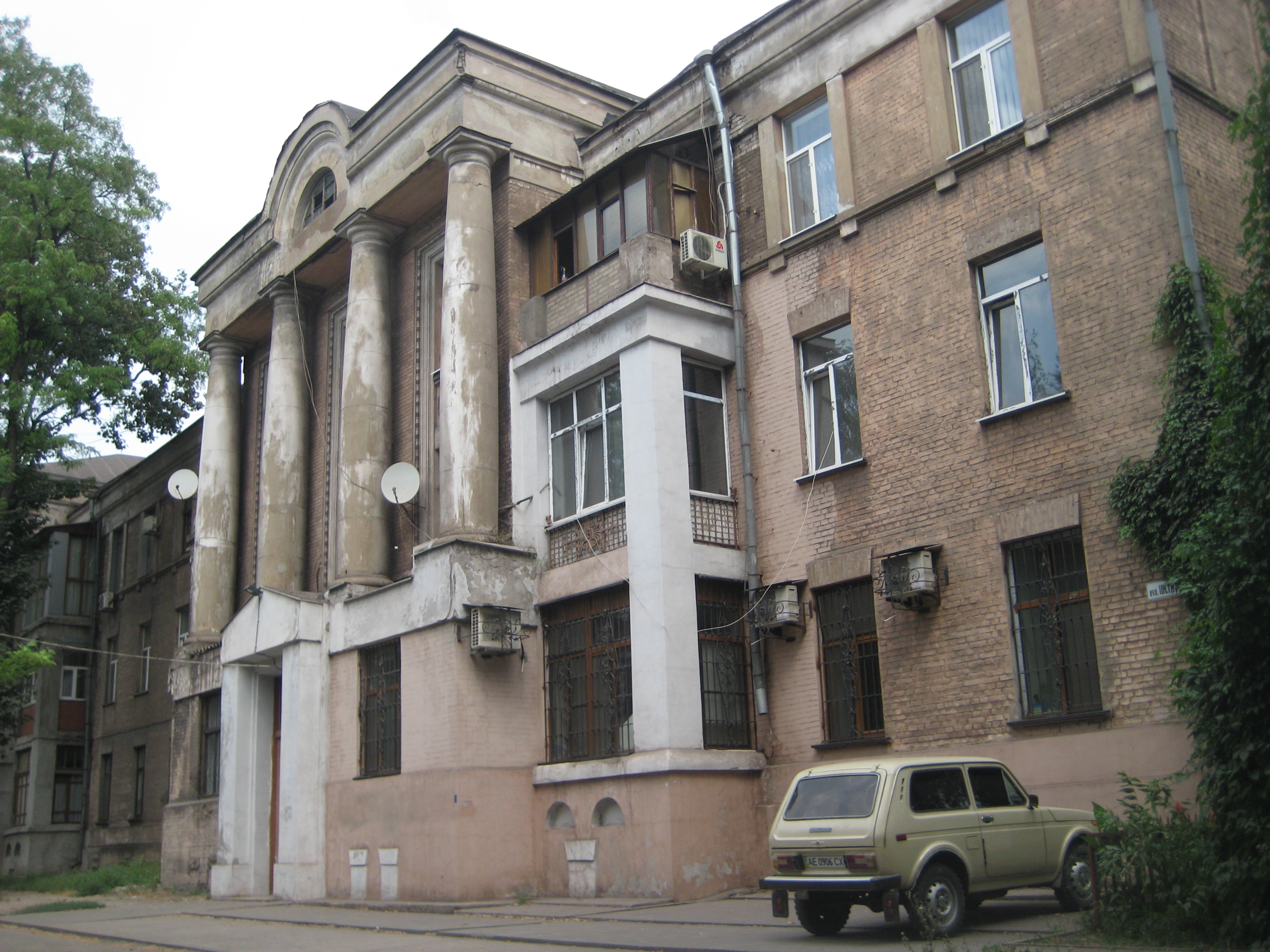
Будинок по вул. Інститутській, 2
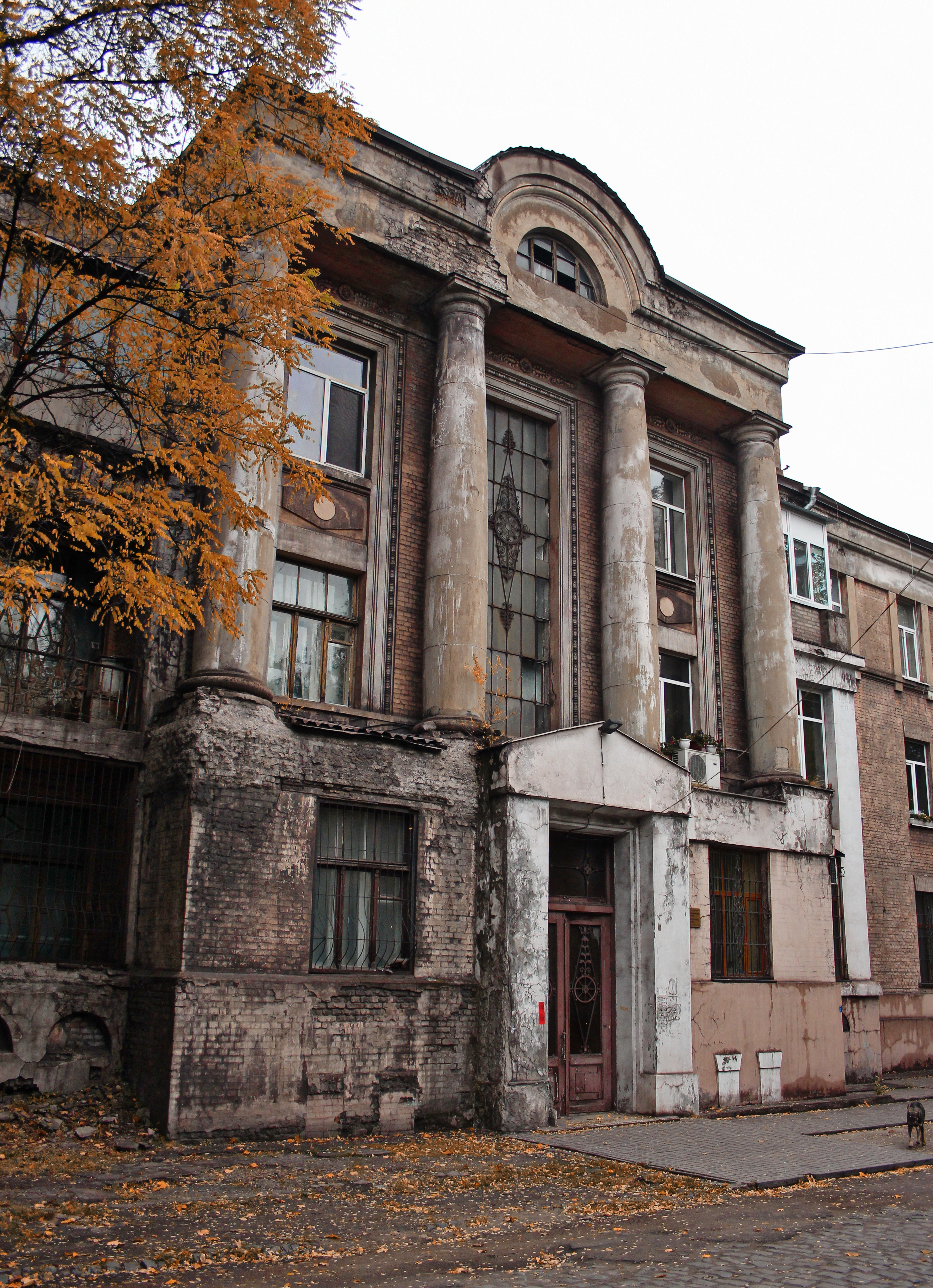
Будинок по вул. Інститутській, 2 (ракурс)
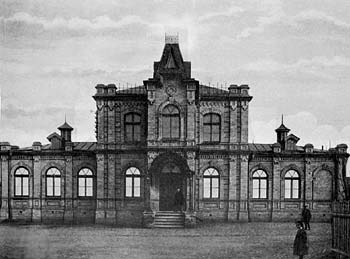
Будівля музею ДМК

## Культура і спорт

### Заклади культури й дозвілля Кам'янського
- Академічний музично-драматичний театр ім. Лесі Українки, заснований у 1935 році[46].  Довгий час ним керував заслужений артист України Чулков Сергій Анатолійович.
- Нова сцена Академічного музично-драматичного театру ім. Лесі Українки

У Кам'янському є 2 палаци культури та 2 кінотеатри, літературна студія.
- Центральна міська бібліотека ім. Т. Г. Шевченка — центральний бібліотечний заклад міста. Відкрита у 1934 році.
- Кінотеатр імені Т. Г. Шевченка.(н/д)
- Кінотеатр «Мир»

### Музеї

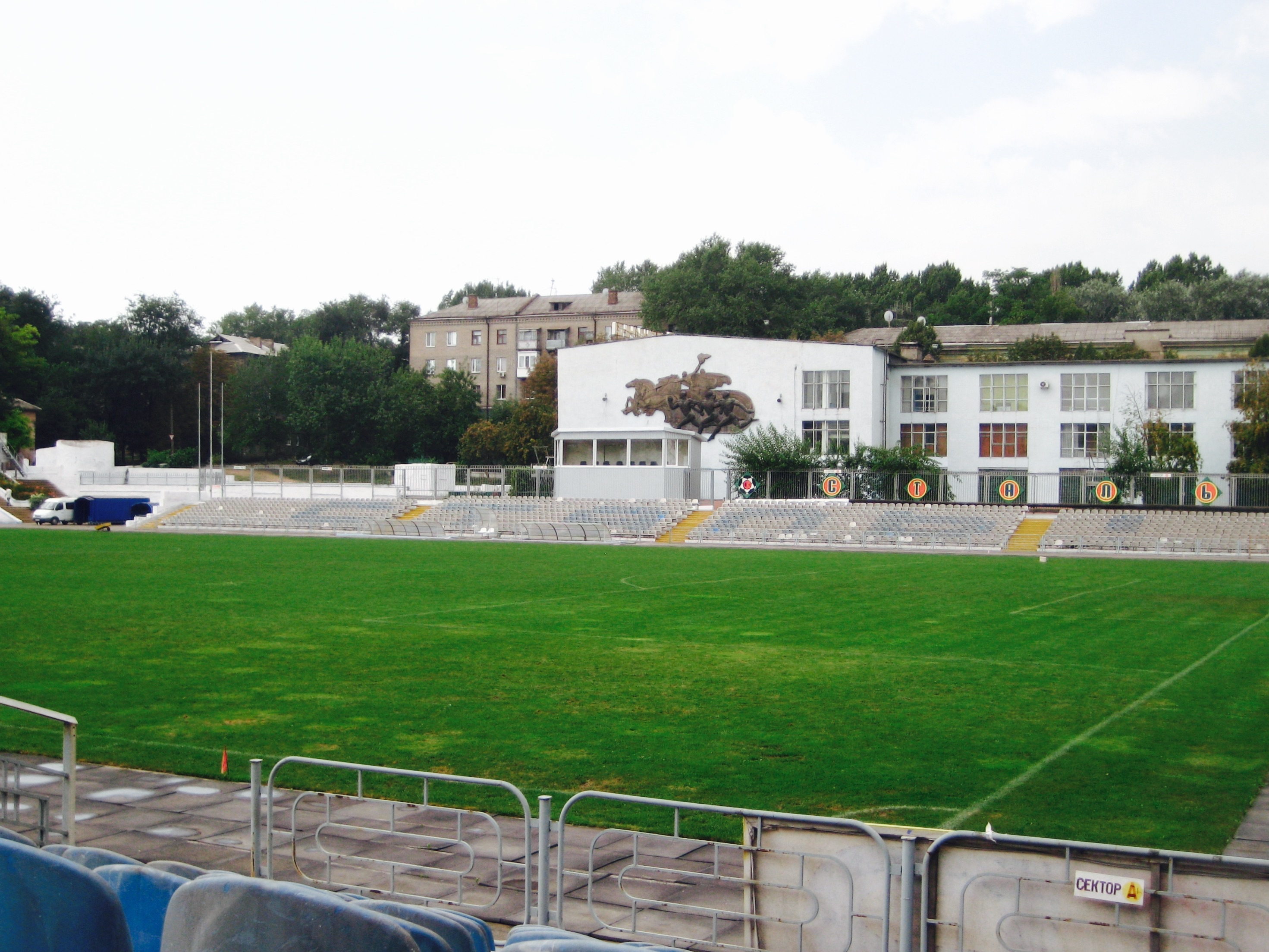
Стадіон «Металург»

- Музей історії міста Кам'янського — найбільший музей міста з культурно-виставковим центром. Загалом у Кам'янському діє 19 музеїв[47][48].
- При металургійному комбінаті діяв музей історії підприємства.[49][50]
- До травня 2023 р. діяв музей обладнання ДМК просто неба.

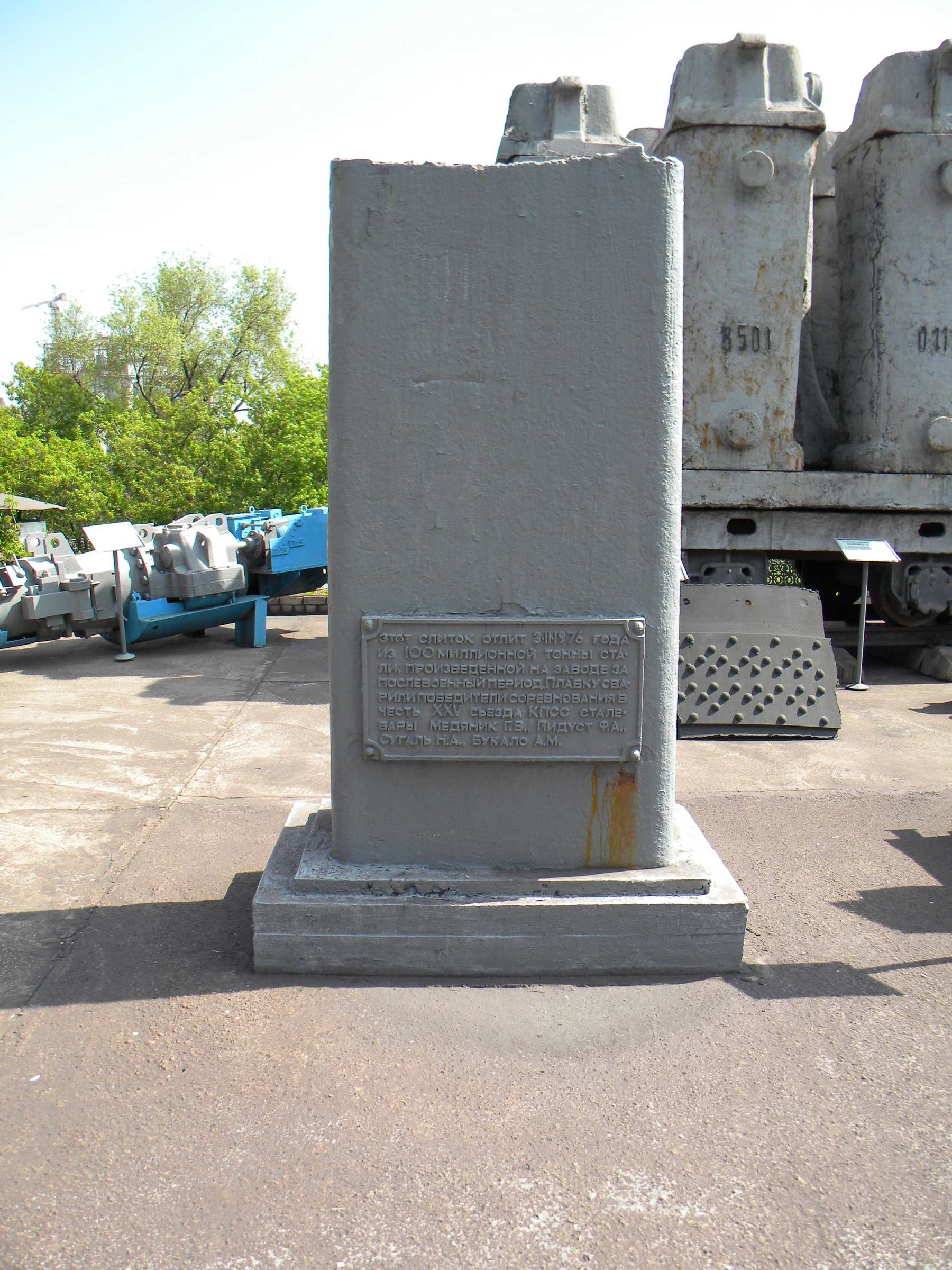
Музей обладнання ДМК
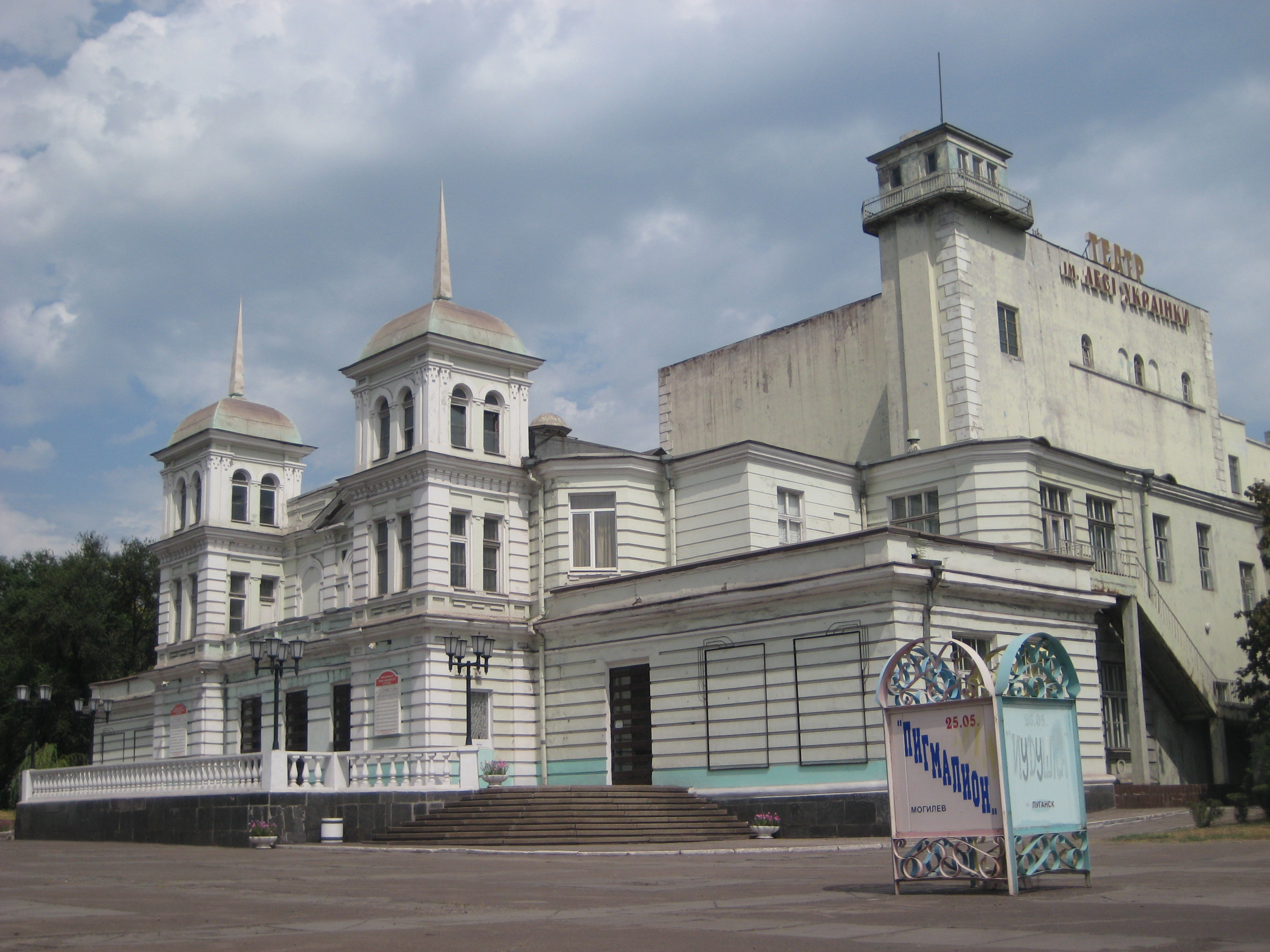
Музично-драматичний театр ім. Лесі Українки
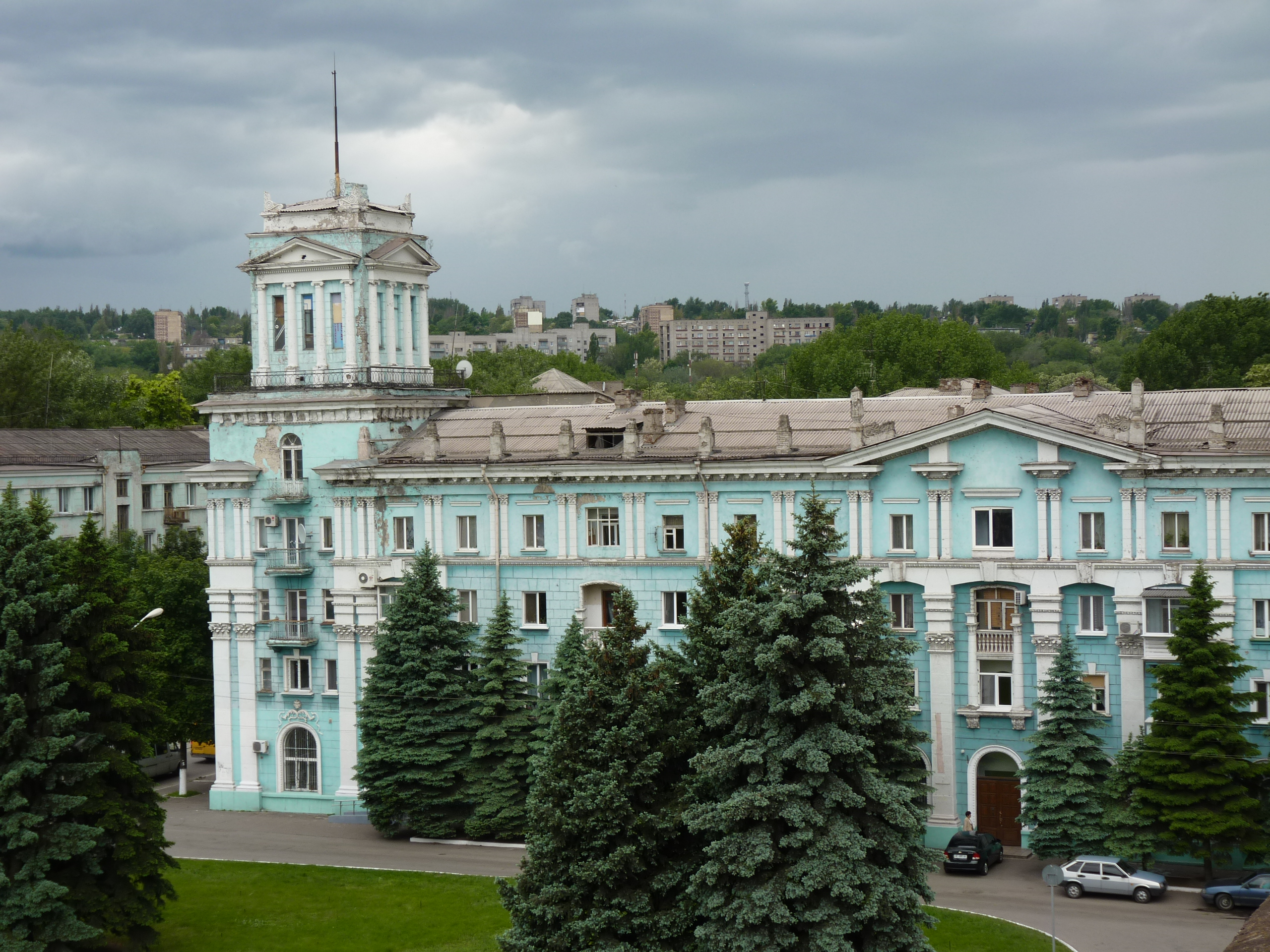
Центральна міська бібліотека ім. Шевченка
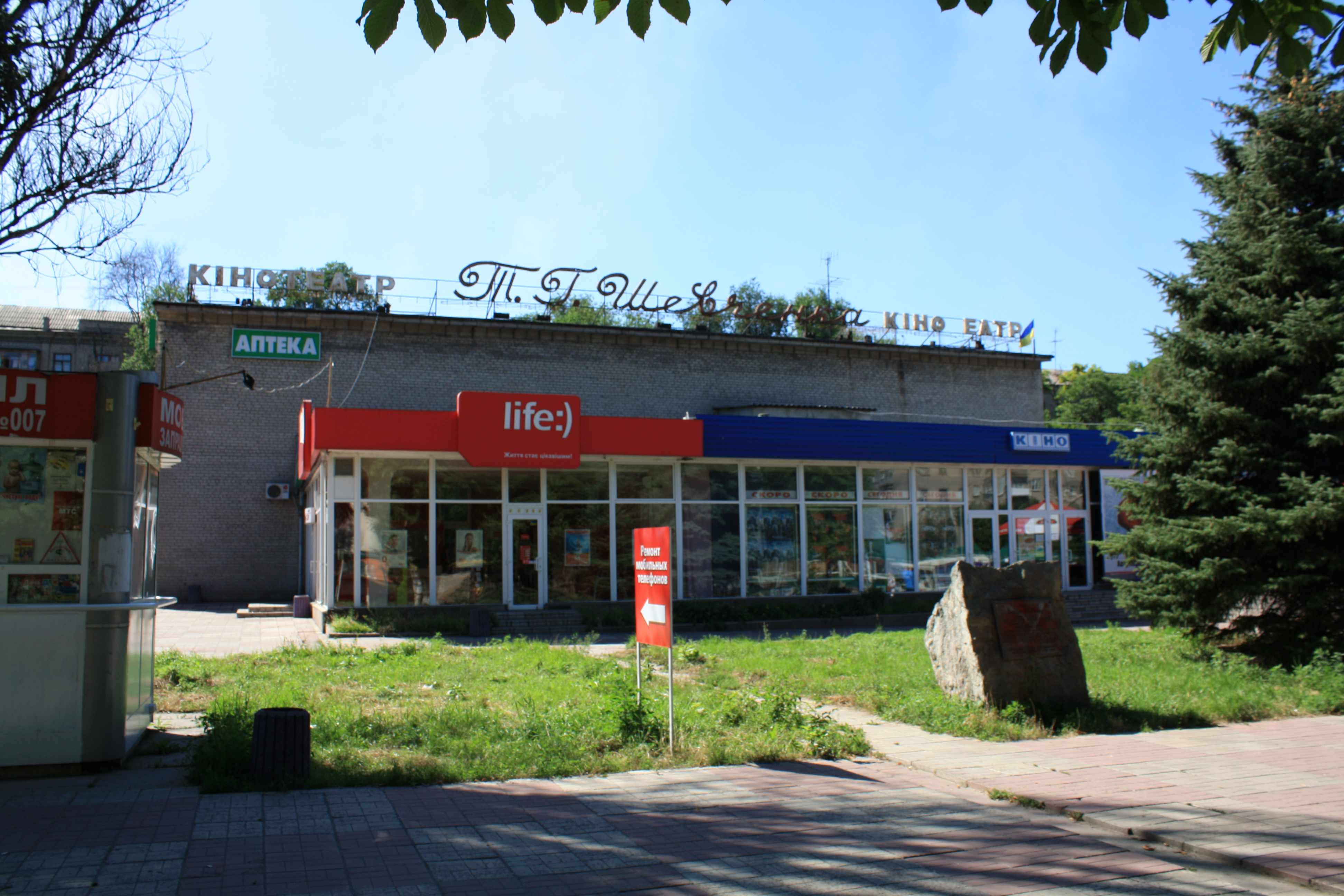
Кінотеатр ім. Шевченка
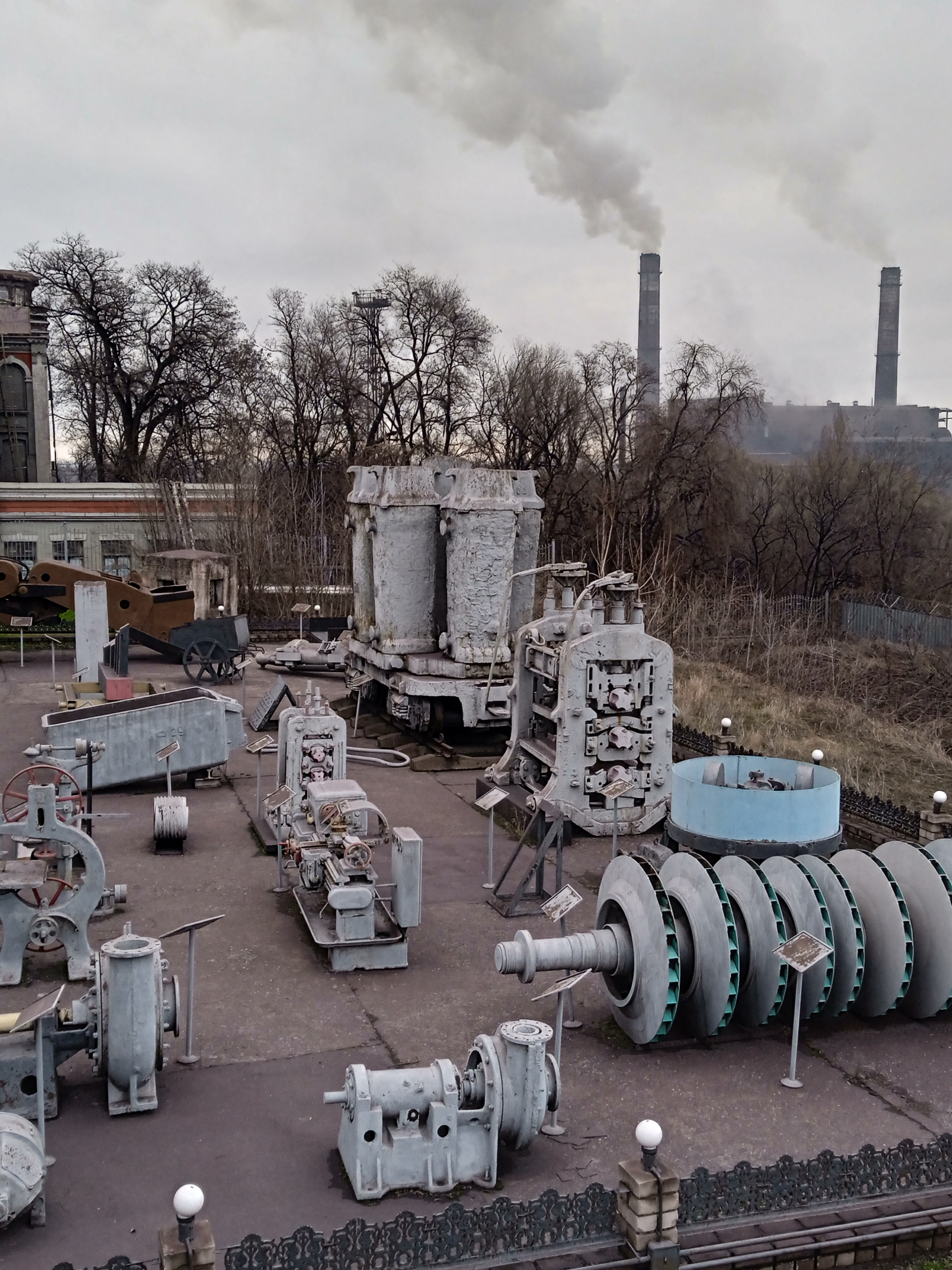
Музей ДМК

### Спортивні заклади
- Стадіон «Металург». На стадіоні проводила матчі головна футбольна команда міста — «Сталь» (Кам'янське). До 2015 року грала у першій лізі чемпіонату України, 2015—2018 — у прем'єр-лізі. Після вильоту з найвищого футбольного дивізіону команда переїхала до Бучі з новою назвою «Фенікс»[51].
- Спортивний комплекс «Дніпровець» є спортивно-оздоровчою базою Дніпровського металургійного комбінату.
- Басейн «Мікомп». Колишній басейн «Перемога», відновлений у 2007 році відповідно до стандартів Міжнародної федерації плавання. В басейні проводяться змагання чемпіонату України з водного поло. У 2010 році у Кам'янському відбувався чемпіонат Європи з водного поло серед юніорок[52].
- Стадіон «Перемога». Запасний стадіон СК «Прометей». Також на ньому тренуються учні міських ДЮСШ та звичайні люди.
- СК «Прометей». Колишній Палац тенісу, в 2019 році відновлений до стандартів Міжнародної федерації баскетболу. Спортивний комплекс, є домашньою ареною баскетбольного клубу «Прометей», який грає в Українській баскетбольній суперлізі. Також ареною волейбольного клубу «Прометей»
- Закладено у 2020 році Льодову арену

### Пам'ятники, Пам'ятні знаки
Пам'ятники Кам'янського

## Релігія[53]

### Православна церква України
- Каплиця Введення в Храм Пресвятої Богородиці (вул. Тритузна, 69, біля похоронбюро)
- Козацька Церква Пресвятої Покрови, 2010 [54] (вул. Сергія Слісаренка, 34)
- Свято-Миколаївський храм (Тритузне),1820 [55] (вул. Широка, 494)
- Трьох-Святительський храм (просп. Конституції, 37)
- Храм Святителя Миколая архієпископа Мир Лікійського (вул. Лікарняна, 39-Б)
- З 2024 року почнеться будівництво нового храму ПЦУ та духовного центру[56]

#### Українська православна церква (Московський патріархат)
- Свято-Миколаївський собор, 1894[57] (вул. Соборна, 1)
- Храм Святого рівноапостольного князя Володимира Великого (вул. Київська, 4)
- Храм Святої рівноапостольної княгині Ольги (вул. Андріївська, 7)
- Свято-Георгіївський храм (пров. 2-й Маршовий)
- Свято-Покровський Михайлівський жіночий монастир (вул. Залізняка, 17-А)
- Свято-Богоявленський храм (просп. Перемоги, 2-А)
- Свято-Митрофанівський храм (вул. Мальовнича, 1)
- Свято-Пантелеймонівський храм (вул. Колеусівська, 12 (на території міської лікарні № 4))
- Свято-Андріївський храм (вул. Харківська, 6)
- Свято-Серафимівська церква (пров. 3-й Травневий, 8)
- Спасо-Преображенська церква (пров. Снітьковський, 33/37)
- Храм (вул. Олександра Малофєєва, 10-Б (на території міської лікарні № 2))
- Храм Дванадцяти Апостолів (вул. Дальня, 49)
- Храм Священномученика Кіпріана і мучениці Іустини (просп. Аношкіна, 72-В (на території міської лікарні № 9))
- Храм ікони Божої Матері "Казанська" (вул. Івана Сірка, 17-А)
- Храм ікони Божої Матері "Несподівана радість" (вул. Йосипа Манаєнкова, 24 (на території дитячої міської лікарні))
- Храм ікони Божої Матері "Почаївська" (вул. Куп'янська, 31)
- Храм ікони Божої Матері "Призри на смирення" (вул. В'ячеслава Чорновола, 79-А (на території міської лікарні швидкої медичної допомоги))
- Храм ікони Божої Матері "Тихвінської" (вул. Соборна, 1-(А))
- Храм благовірного Великого князя Ігоря Чернігівського та Київського (вул. Воїнів-афганців, 1-А)
- Храм Святих первоверховних апостолів Петра і Павла (вул. Олексія Алчевського, 7-Б)
- Храм Святої преподобномучениці великої княгині Єлизавети (пров. 3-й Нагірний, 17)
- Храм Святителя Луки (вул. Сергія Слісаренка, 3-(Б))
- Храм преподобного Сергія Радонезького (просп. Івана Франка)
- Храм преподобного Агапіта Печерського (вул. Михайла Грушевського, 1-(А))
- Храм святителя Іоанна (Максимовича) парафії Одеської єпархії РПЦЗ (пров. Максима Рильського, 21) ?!!!

### Католицька церква
- Костел Святого Миколая, 1897 (РКЦ) (вул. Коваленка, 3)
- Храм Преображення Господнього (УГКЦ) (просп. Василя Стуса, 1-А)
- Храм ікони Матері Божої "Неустанної Помочі" (УГКЦ) (бульвар Героїв, 10)

### Протестантизм
- Центральна церква ЄХБ "Дім молитви" (вул. Січнева, 17)
- Лівобережна церква ЄХБ (бульвар Незалежності, 4)
- Помісна церква «Суламіта» християн віри євангельської (вул. Героїв Азова, 23)
- Помісна церква «Оновлення» християн віри євангельської (б-р Будівельників, 12Б)
- Християнська церква “Благодать” (вул. Чарівна, 11)
- Християнська церква "Добра звістка" (пров. Гетьмана Сагайдачного, 12)
- Християнська церква "Ковчег" (вул. Гетьмана Сагайдачного, 12)
- Християнська церква "Нове покоління" (вул. Соборна, 3)
- Християнська церква "Примирення" (вул. Республіканська, 70)
- Харизматична релігійна громада Повного Євангелія «Відродження» (просп. Аношкіна, 26)
- Церква Адвентистів сьомого дня № 1 (вул. Водяна, 58)
- Церква Адвентистів сьомого дня № 3 (вул. Хіміків, 8)
- Церква Християн Сьомого Дня (вул. Черемшинова, 21)
- Церква ХВЄ "Еммануїл" (вул. Івана Сірка, 49)
- Лівобережна церква "Емануїл" (просп. Перемоги, 35)
- Християнська пресвітеріанська церква "Благодать" (вул. Маршова, 37)
- Зал Царства Свідків Єгови (просп. Свободи,15-Б)
- Зал Царства Свідків Єгови (вул. Солідарності,11/6)

### Юдаїзм
- Синагога "Бейт Реувен" та благодійний центр "Бейт Барух" (вул. Любавичського Ребе, 5)

Релігійні споруди
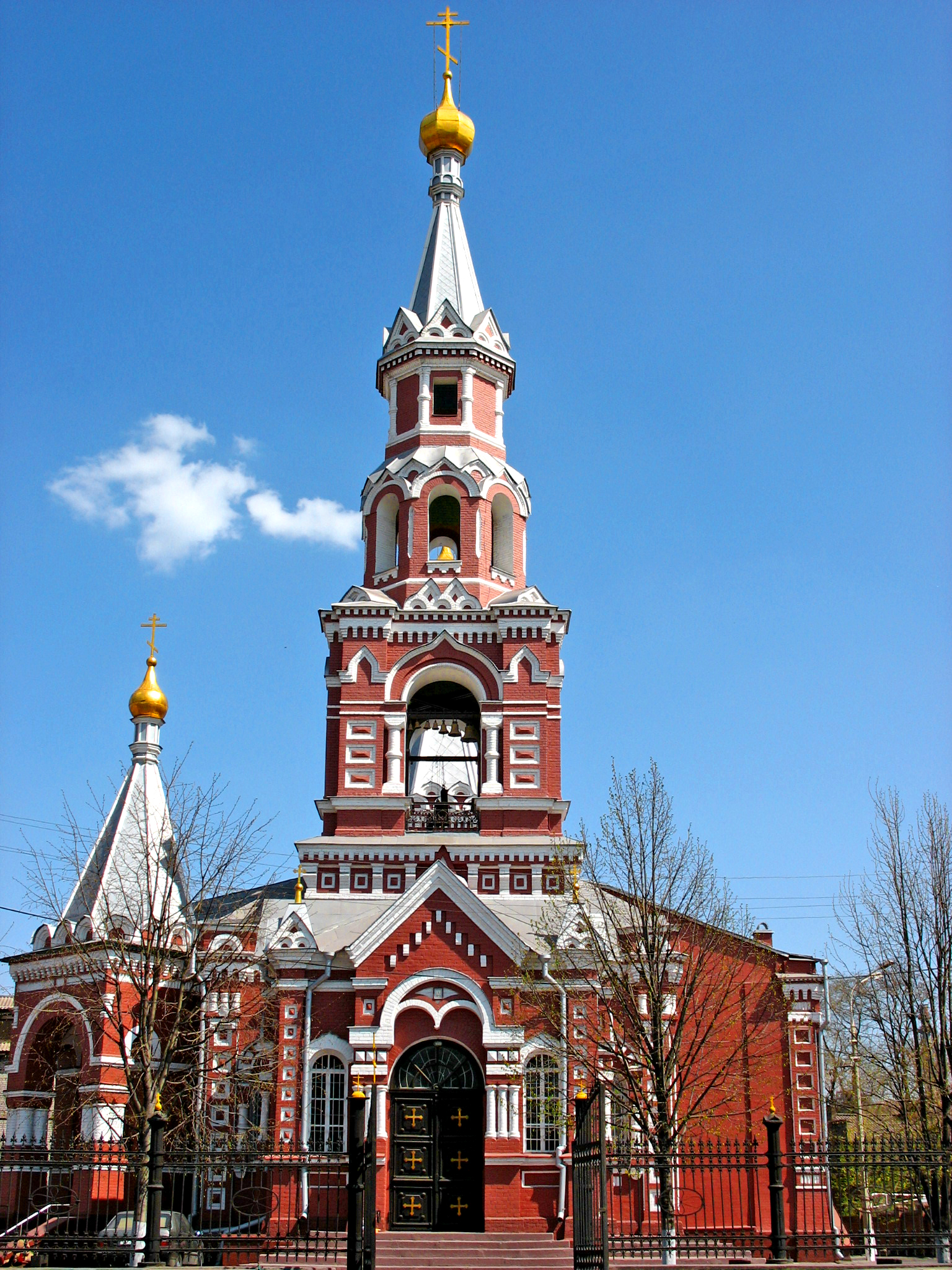
Свято-Миколаївський собор
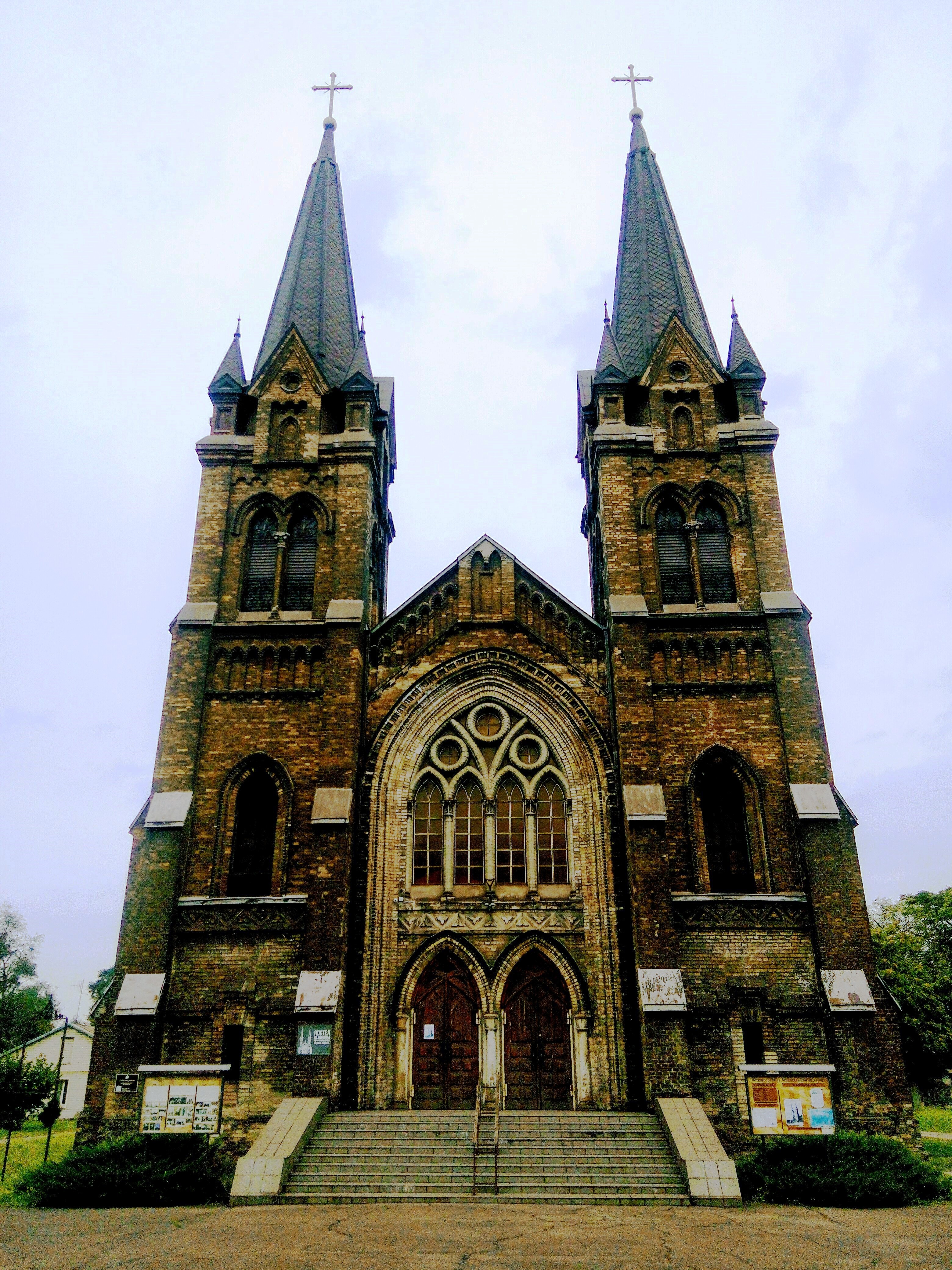
Костел Святого Миколая
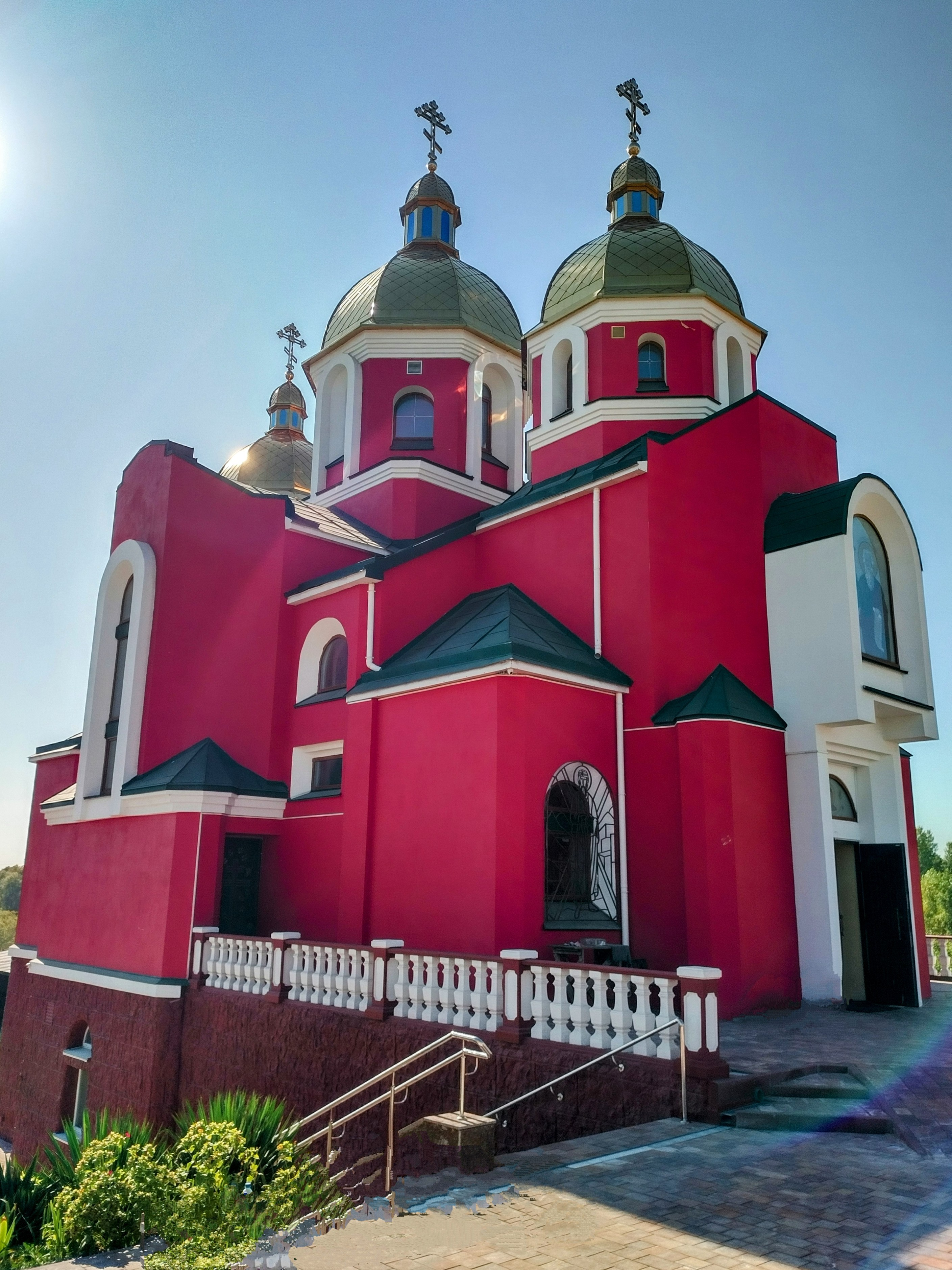
Свято-Андріївський храм
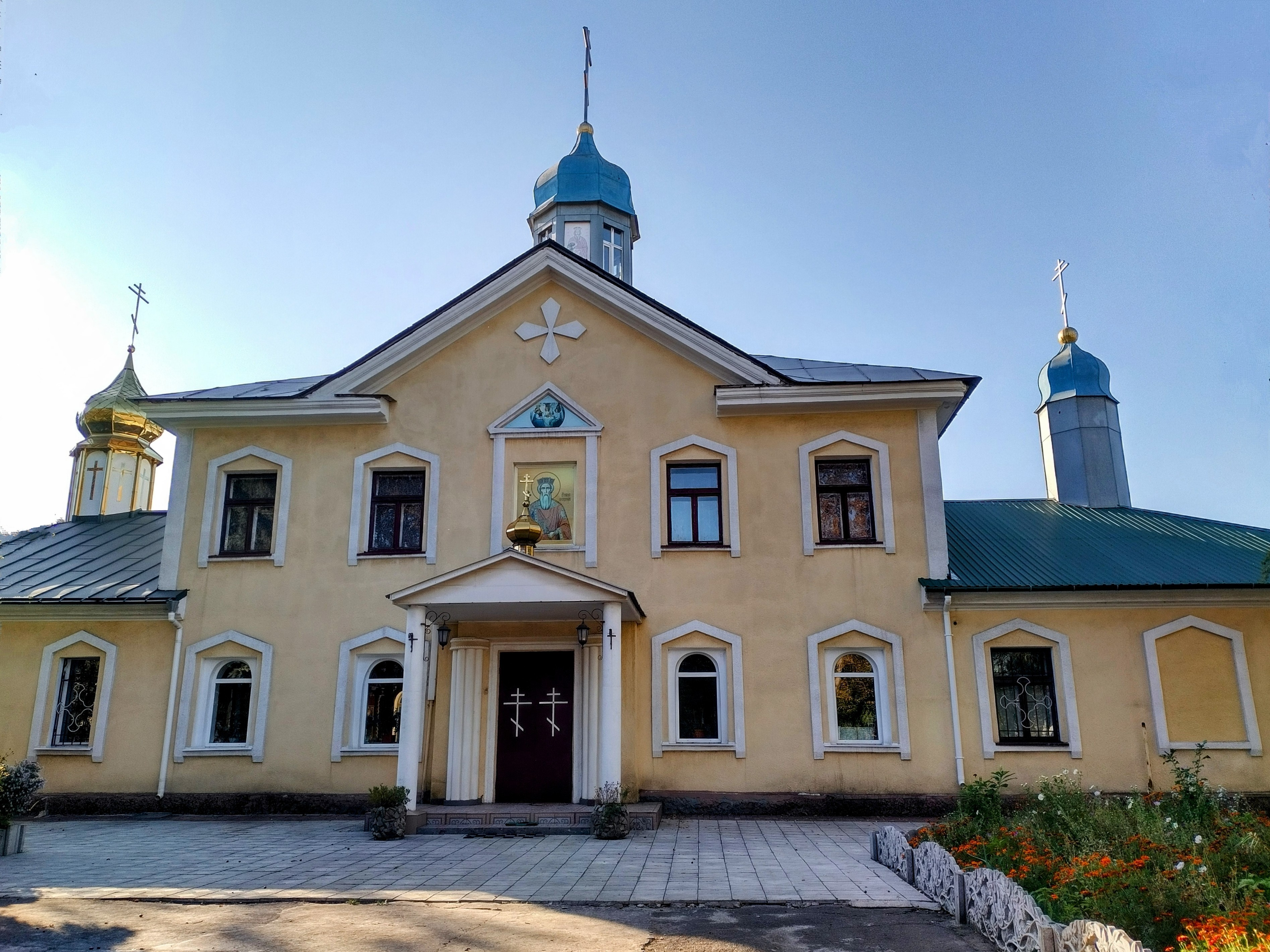
Храм Святого князя Володимира Великого
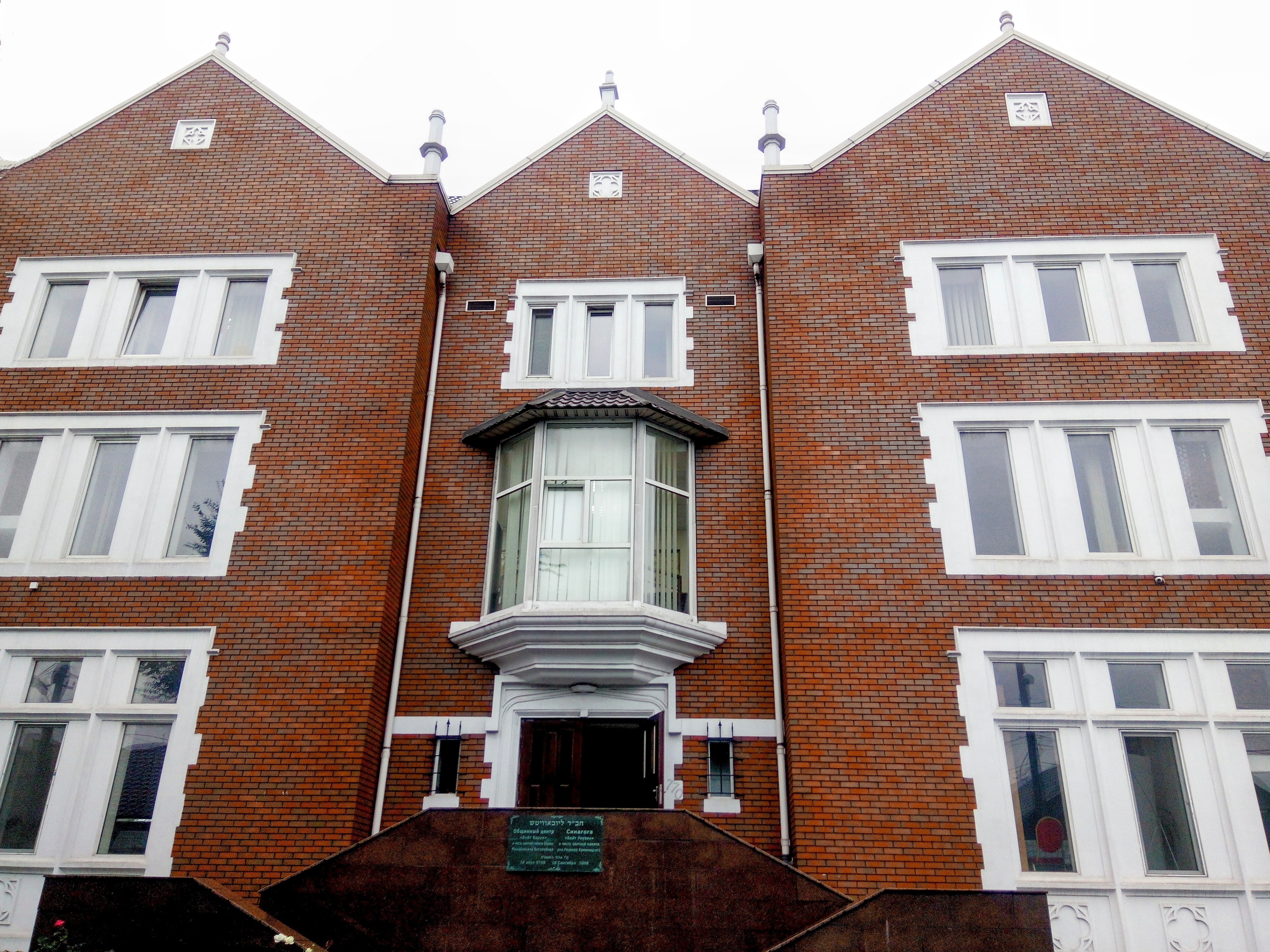
Синагога «Бейт-Реувен»
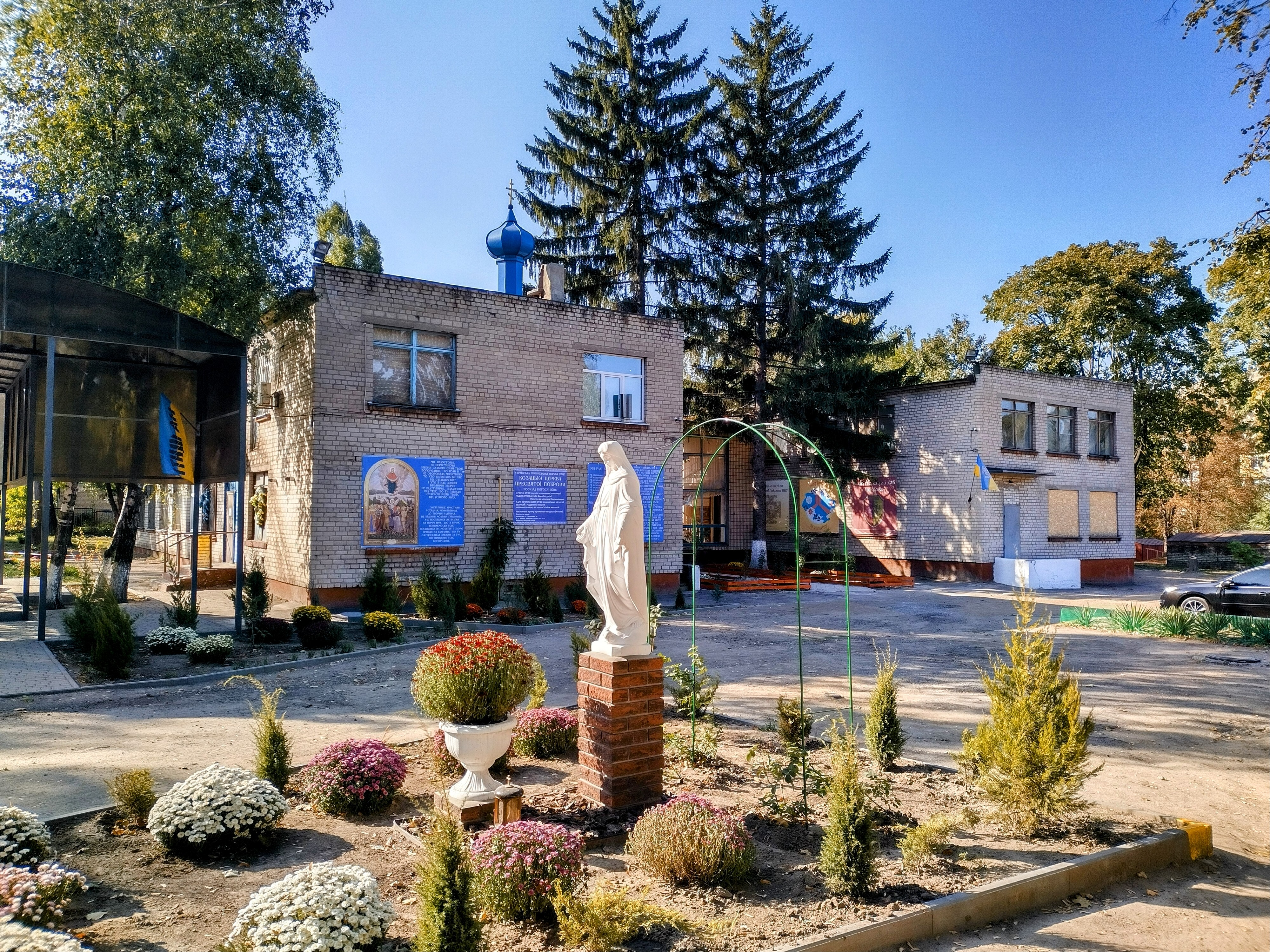
Козацька церква Пресвятої Покрови ПЦУ
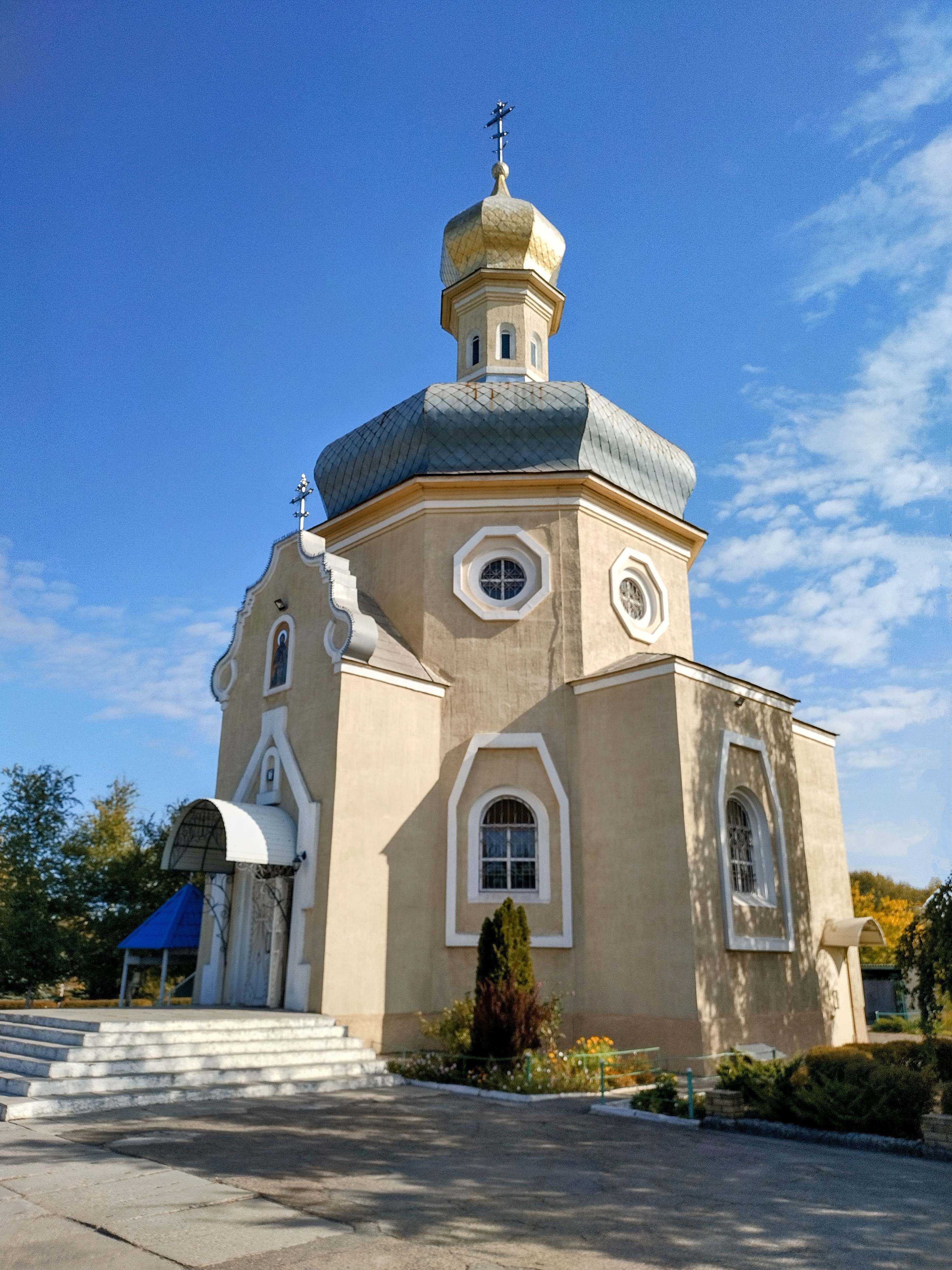
Свято-Богоявленський храм
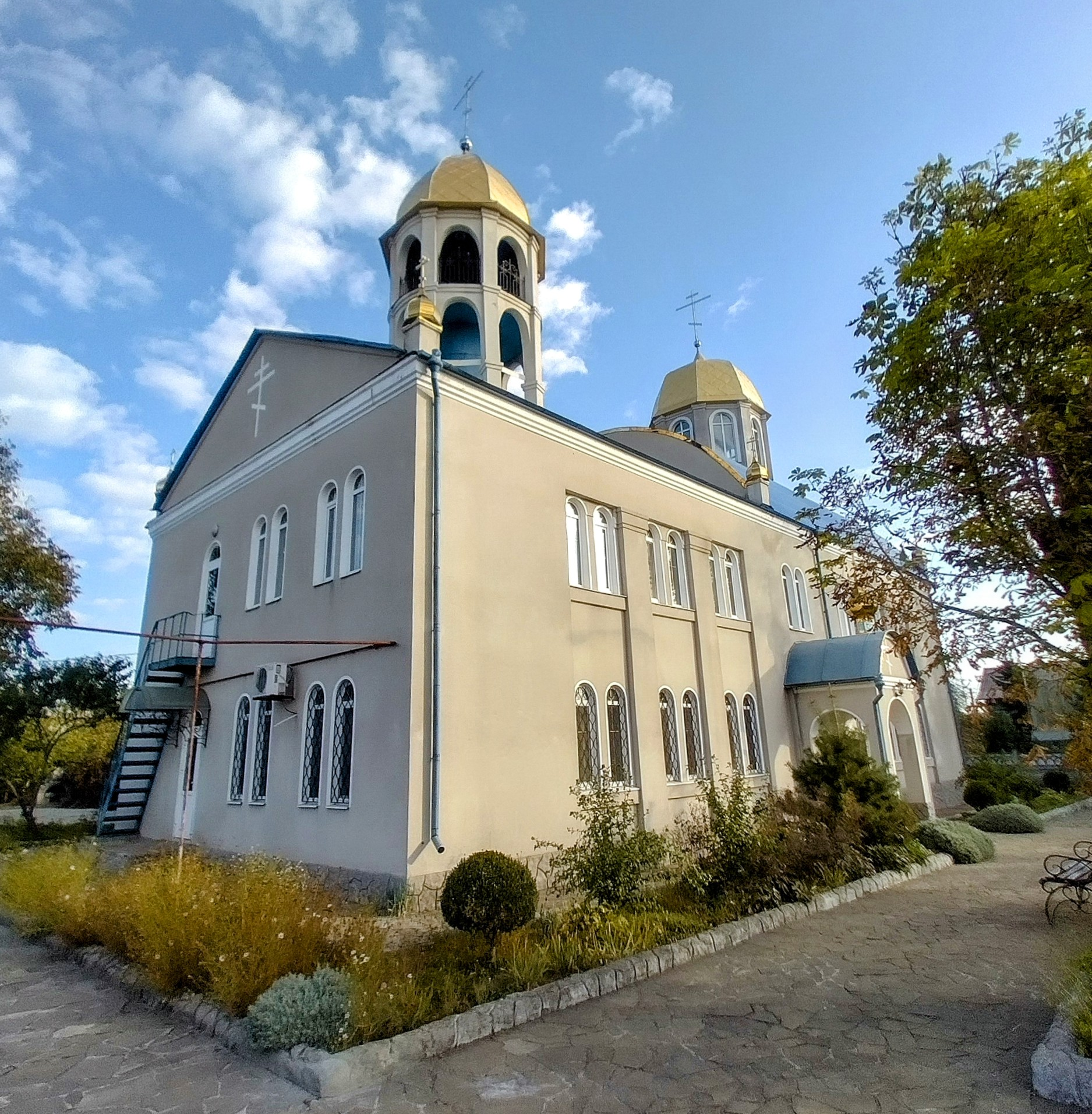
Храм Святої рівноапостольної княгині Ольги
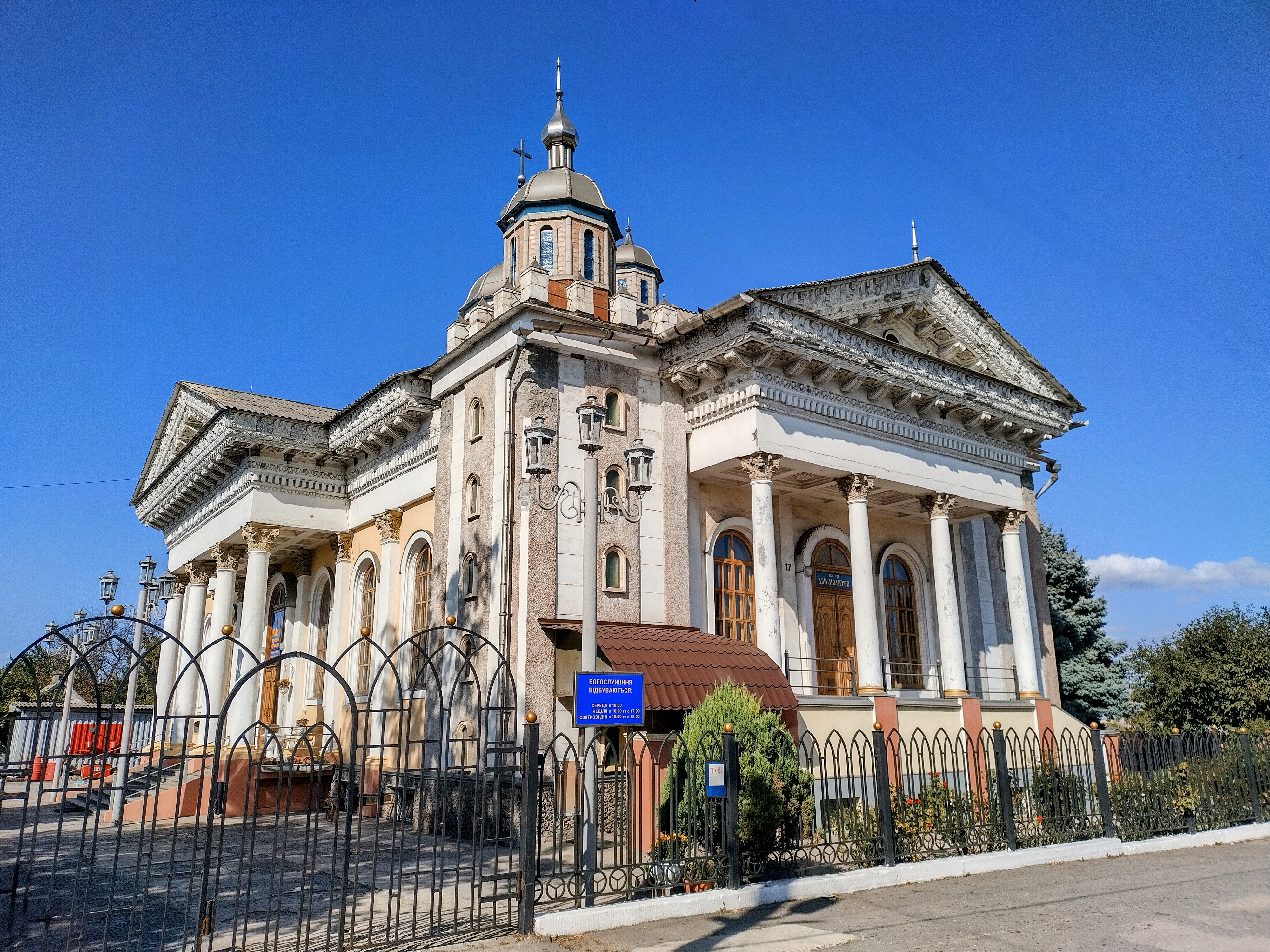
Центральна церква Євангельських християн-баптистів «Дім Молитви»
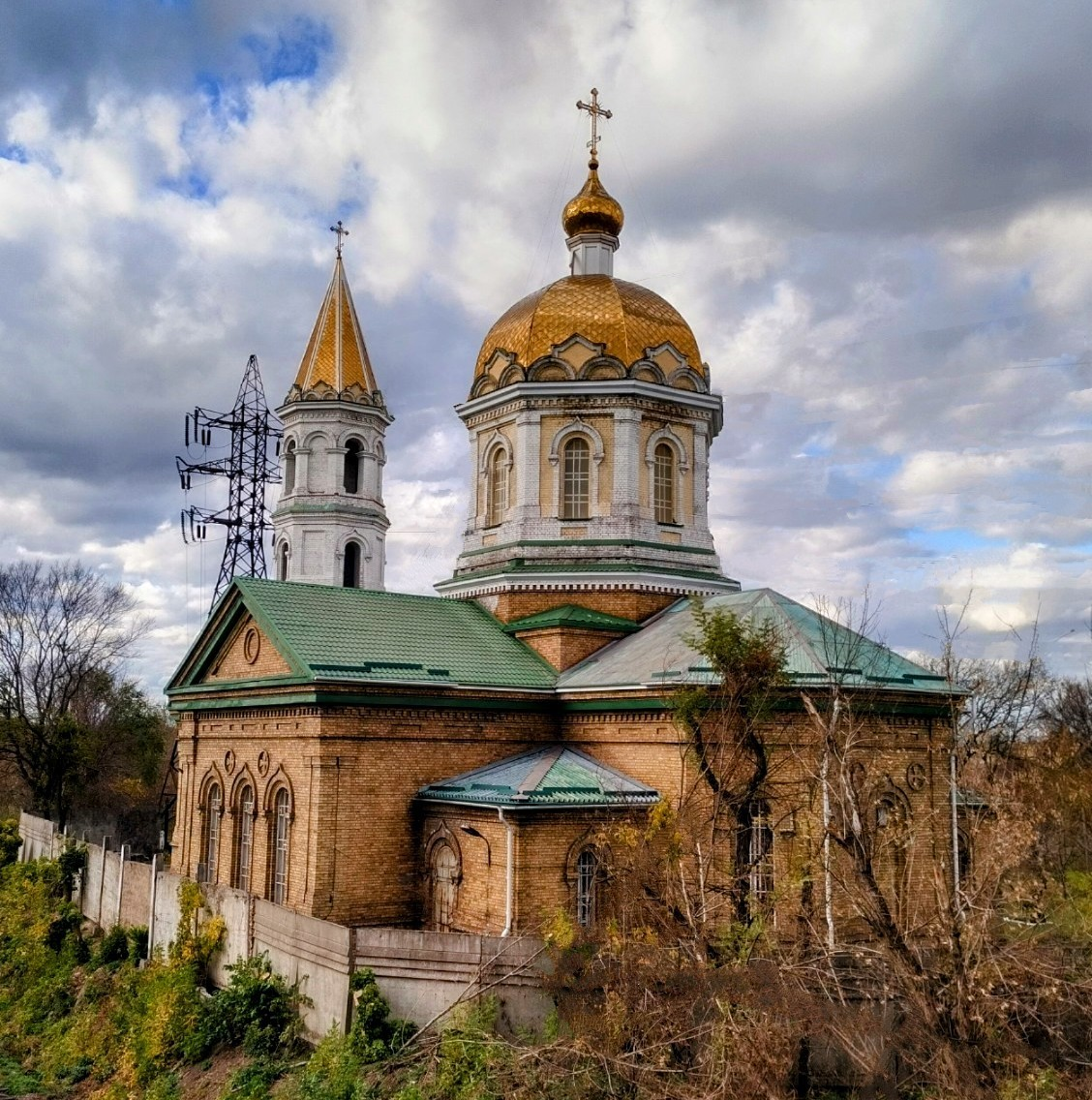
Свято-Миколаївський храм (Тритузне)
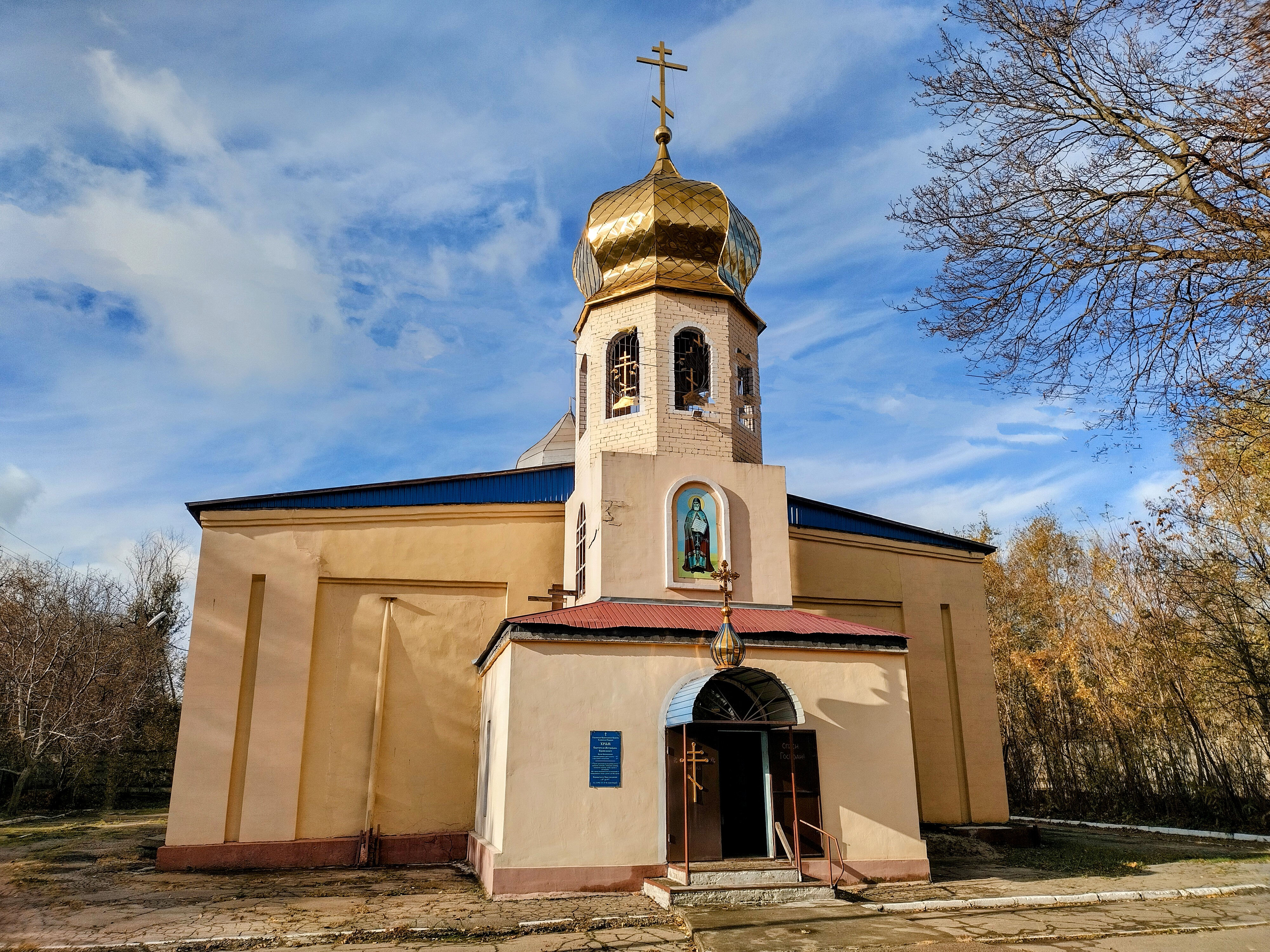
Свято-Митрофанівський храм
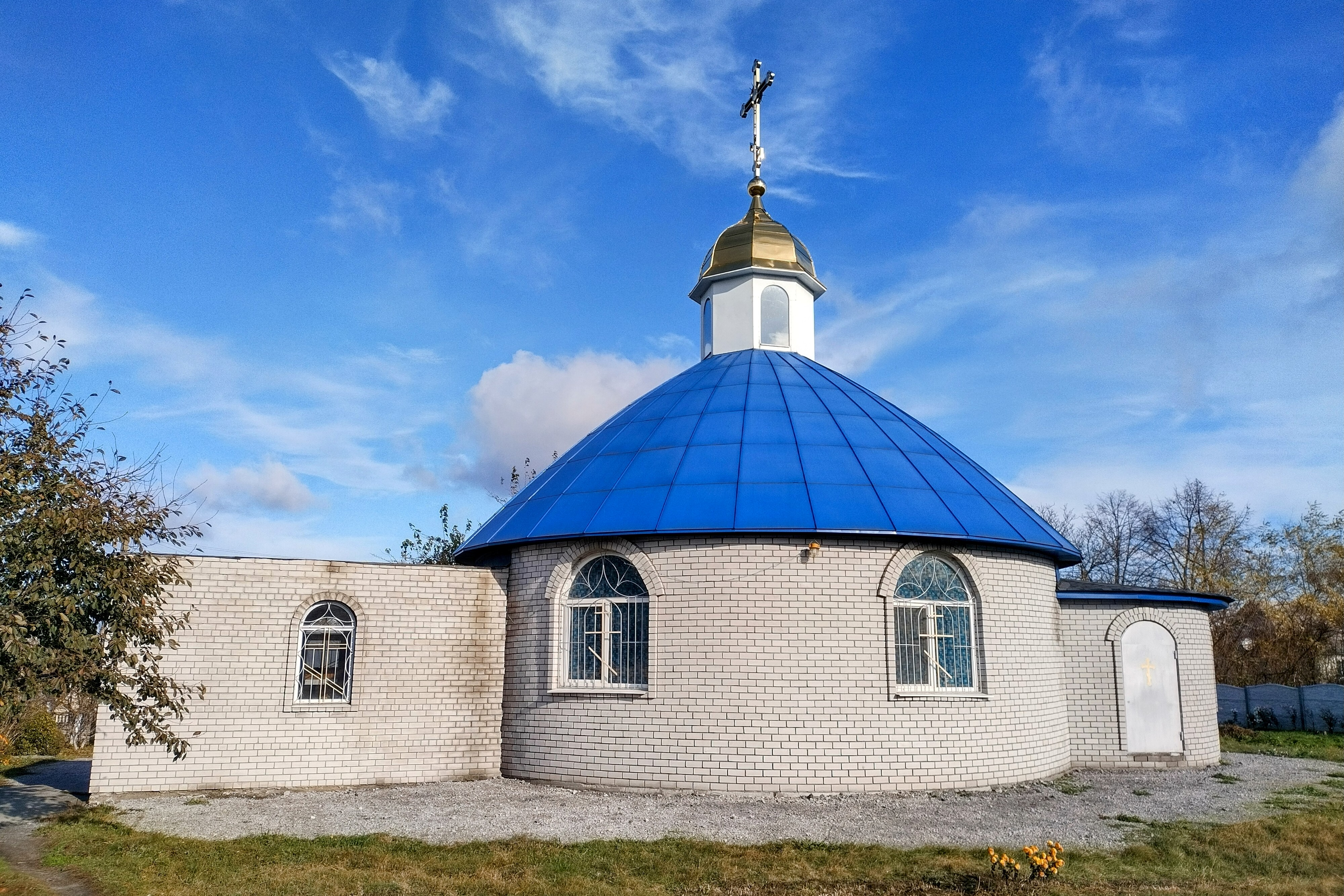
Храм Святих апостолів Петра і Павла
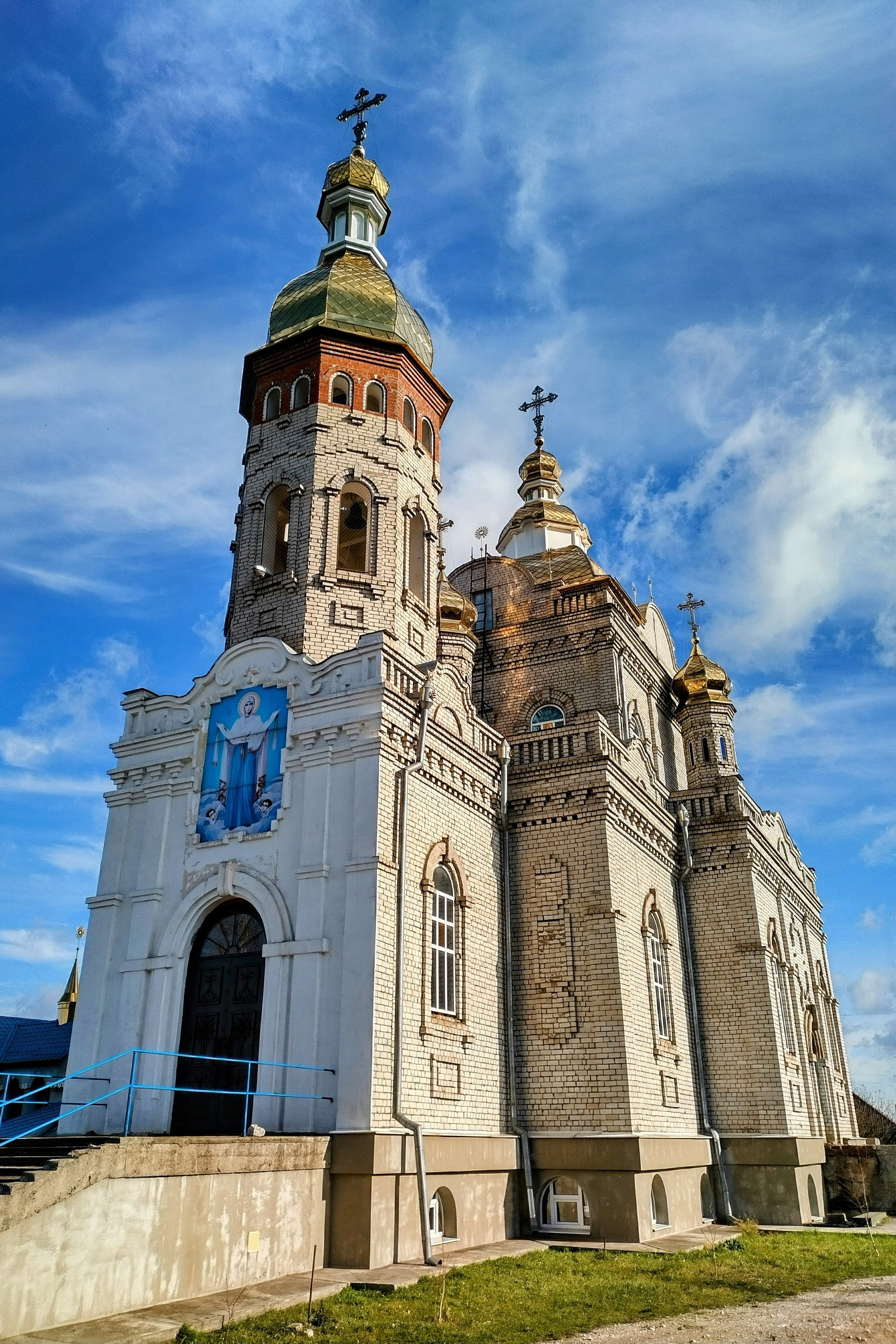
Свято-Покровський Михайлівський жіночий монастир
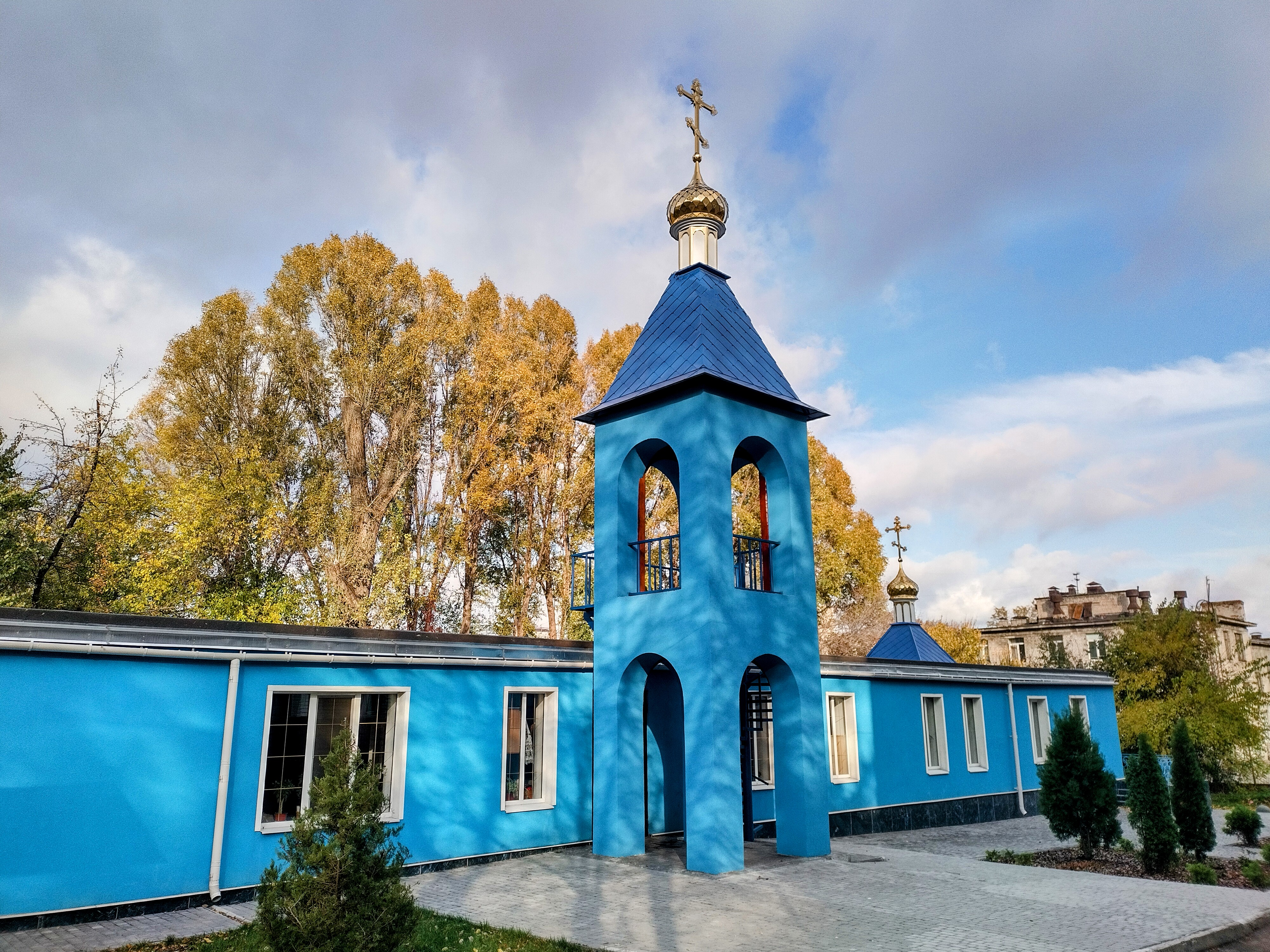
Храм ікони Божої Матері «Несподівана радість»
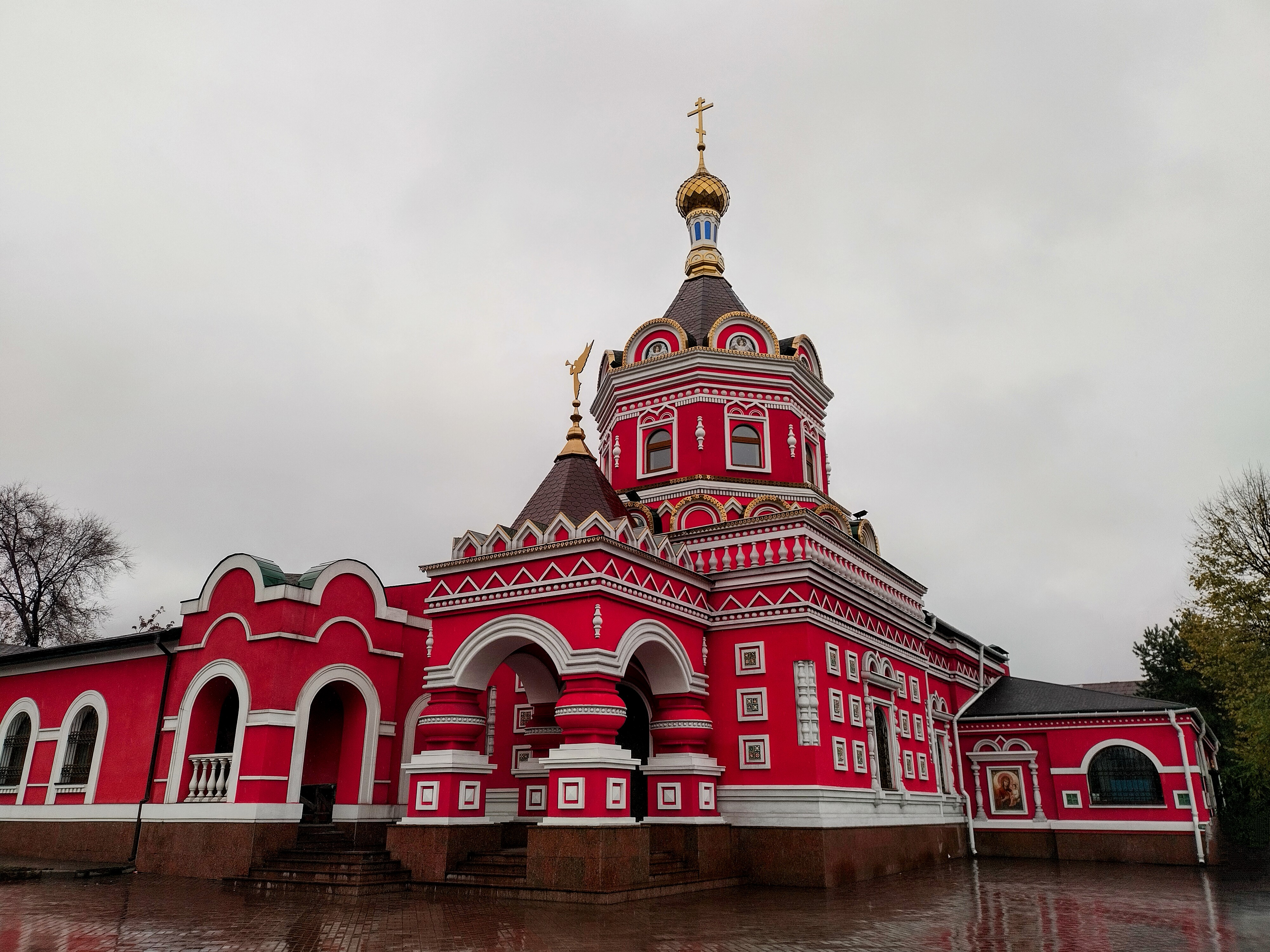
Храм ікони Божої Матері Тихвінської

## Заклади охорони здоров'я
Надання медичної і профілактичної допомоги населенню забезпечує 21 лікувальний заклад:
- 3 центра первинної медико-соціальної допомоги, дитяча лікарня;
- міська санітарно-епідеміологічна станція, лікарня швидкої медичної допомоги та акушерського стаціонару, 3 диспансери, станція переливання крові, 2 стоматологічні поліклініки.

Окрім цього працюють відомчі заклади медицини: поліклініка міського управління МВС, лікувальний пункт для обслуговування працівників залізниці і фельдшерський пункт для працівників річпорту, медично-санітарна частина металургійного комбінату.

## Транспорт

### Загальна характеристика
Через місто проходять автошлях національного значення Н08, який сполучає з Дніпром (46 км), та регіональні автошляхи Т 0412 і Р80. Є міжміська та приміська автобусні станції. Автобусне сполучення з найбільшими містами України (Київ, Дніпро, Харків, Запоріжжя, Полтава, Херсон тощо) та закордонням (Кишинів).
Також через Кам'янське проходить Придніпровська залізниця. Головна залізнична станція — Кам'янське-Пасажирське. На території міста є ще декілька вантажно-пасажирських станцій: Запоріжжя-Кам'янське, Кам'янське, Кам'янське-Лівобережне, Тритузна.
Право- та лівобережна частини міста сполучені двома мостами через річку Дніпро.
Для обслуговування перевезень пасажирів і вантажів Дніпром є Кам'янський річковий порт.

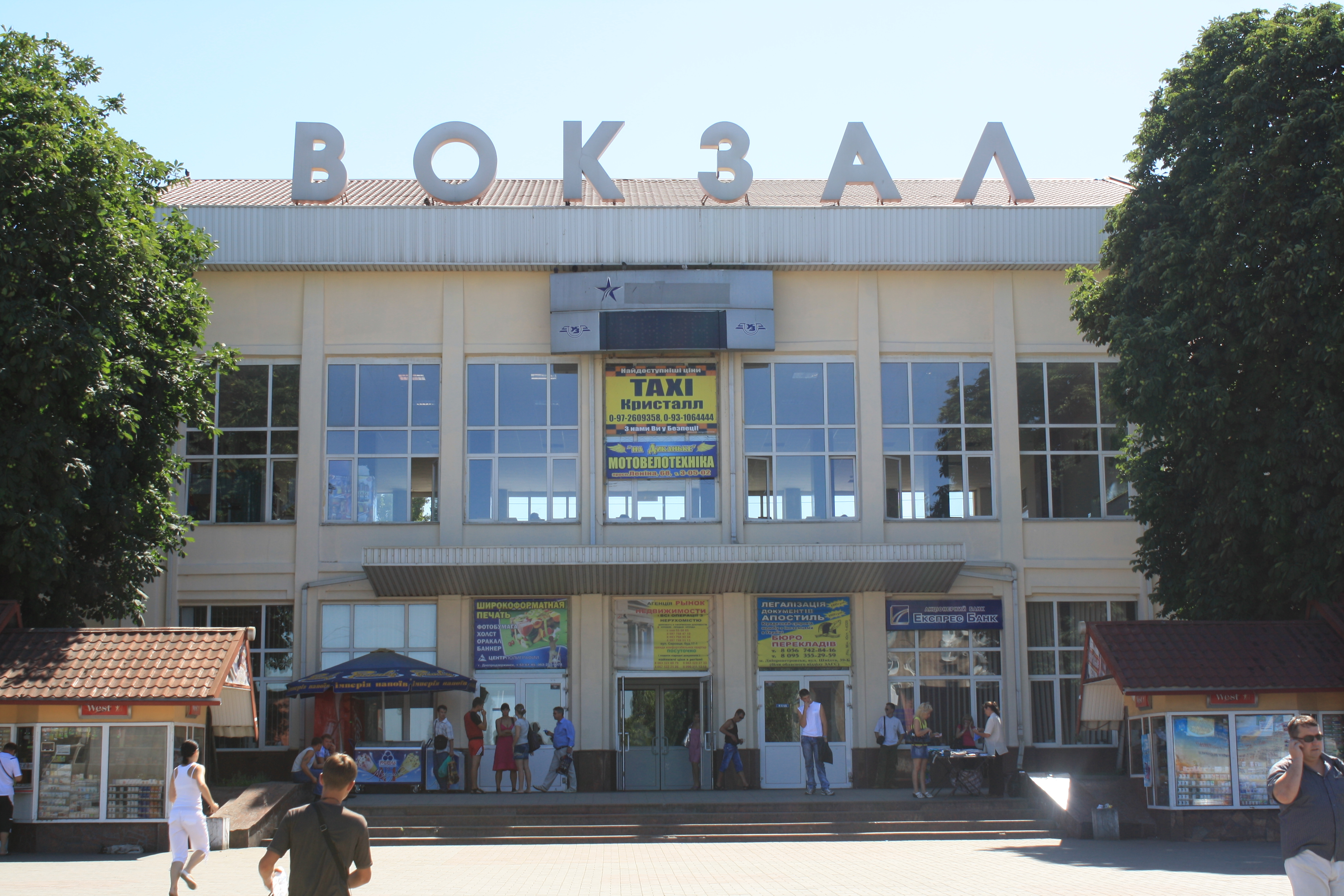
Залізничний вокзал
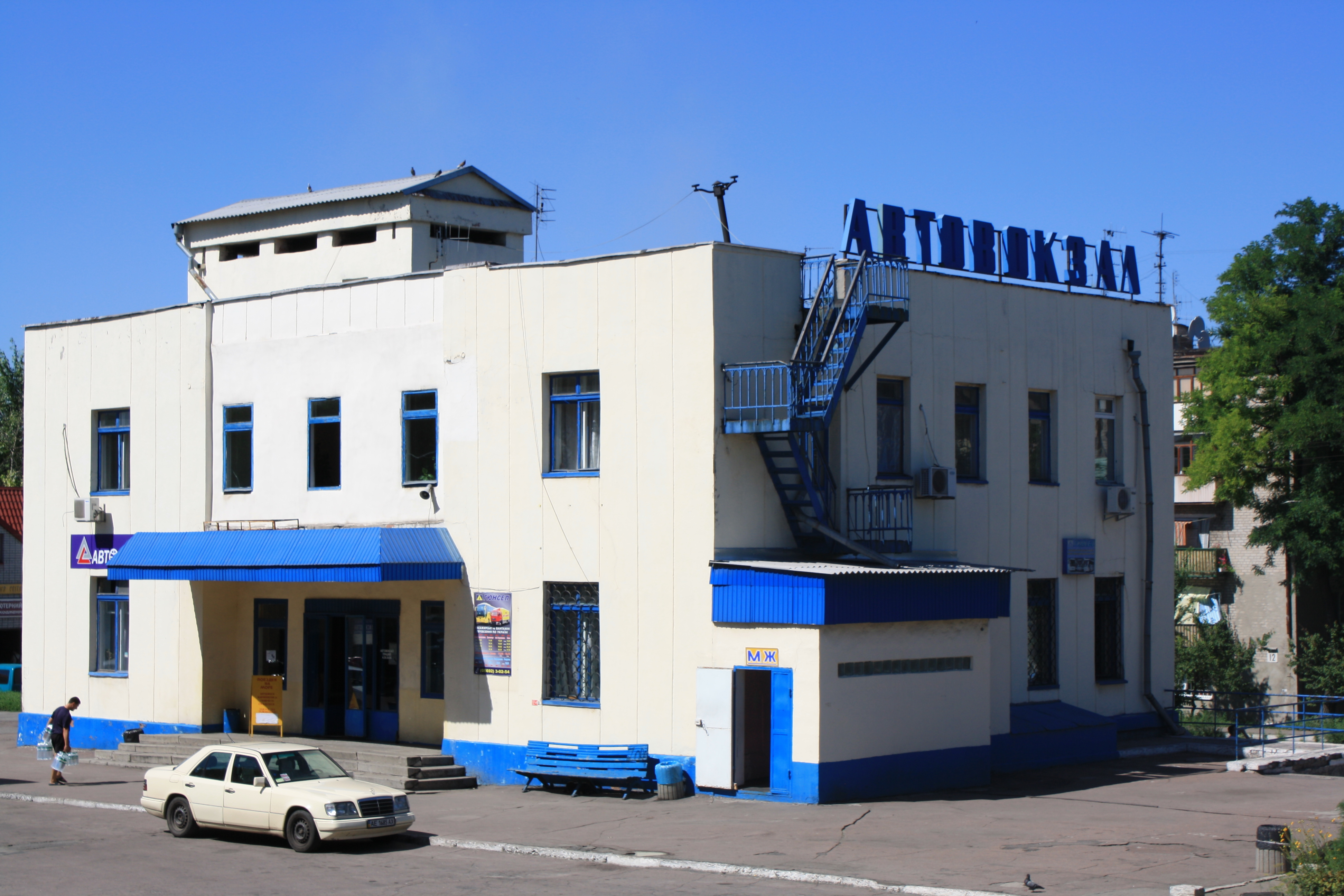
Автовокзал
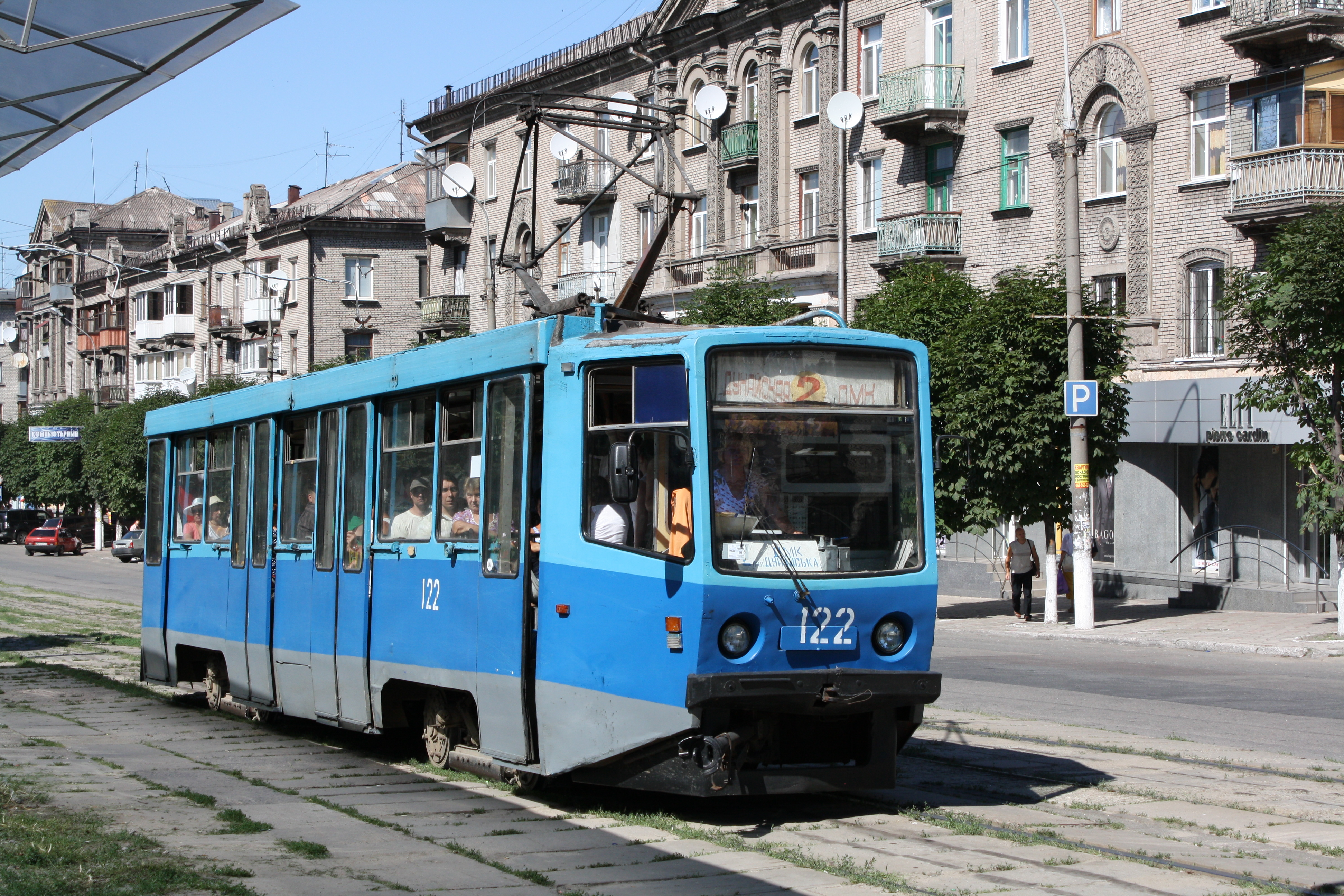
Кам'янський трамвай
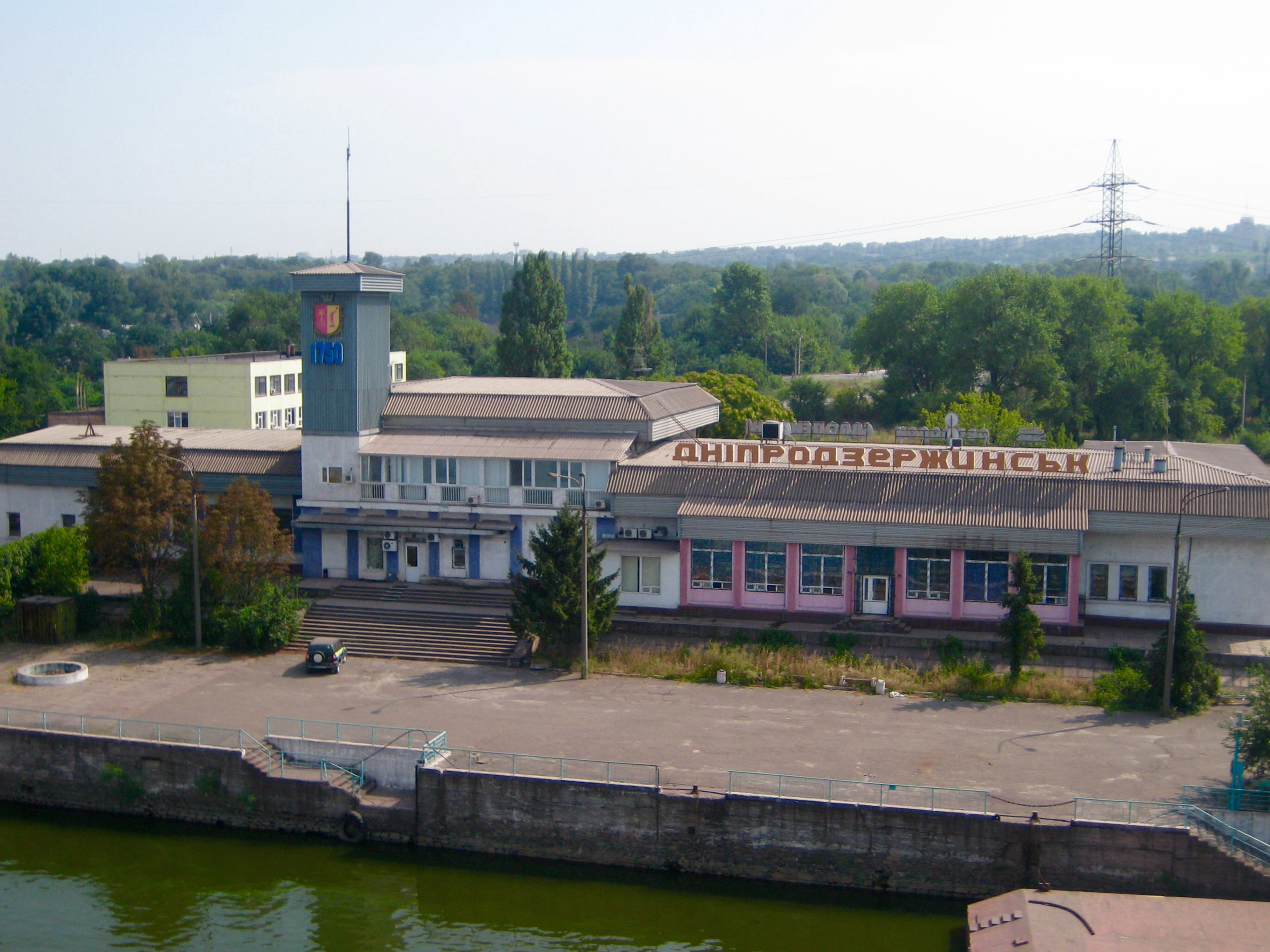
Кам'янський річковий порт

### Міський громадський транспорт
Основним видом міського громадського транспорту у Кам'янському є маршрутні таксі (16 маршрутів). Вартість проїзду становить від 10,00 до 15,00 ₴. Також діє 4 трамвайних та 2 автобусних маршрути. Вартість проїзду у трамваях з 9 грудня 2021 року складає 6,00 ₴ на маршрутах № 1, 2, 3, 4. Вартість місячного проїзного квитка — 216₴.
Через велику кількість спусків та підйомів під час руху трамваїв часто стаються аварії.
2 липня 1996 року міський трамвай КТМ-5М3 (№ 1044), що рухався маршрутом № 6А вниз вулицею Гетьмана Дорошенка, через відмову гальм на спуску врізався у стіну на розі вулиці Гетьмана Дорошенка та проспекту Аношкіна. Загинуло 34 людини, ще близько 100 людей отримали травми. Після катастрофи було припинено рух вулицею Гетьмана Дорошенка, а саму лінію розібрано у 2003 році.
У 2007 та 2010 роках сталося ще дві аварії за участю трамваїв.

## ЗМІ
Місцеві телерадіокомпанії:
- міський комерційний телевізійний канал — Автор ТВ (41-й канал) і телекомпанія «Міська інформаційна служба».
- радіо "Топрадіо  "(104,4 FM).
- Також здійснюється ретрансляція міжнародних радіостанцій «Sfera Music» та «Шансон Плюс».

Місцеві інтернет-ЗМІ:
- https://sobitie.com.ua  — сайт місцевих новин
- 5692.com.ua  — один з сайтів новин міста Кам'янське
- kamyanske.info  — один з сайтів сайт міських новин
- http://disk-sport.com  історія, спорт, культура Кам'янського

## Відомі особи
Уродженці міста:
- Авдєєв Костянтин Сергійович (1991—2014) — старший солдат Збройних сил України, учасник російсько-української війни.
- Аленич Олександр Андріанович (1890—1923) — український фізик і астроном.
- Боголюбов Геннадій Борисович (нар. 1962) — український підприємець, один з найбагатших людей України.
- Бондаренко Дмитро Вікторович (нар. 1974) — український письменник.
- Брежнєв Леонід Ілліч (1906—1982) — радянський державний і партійний діяч, Генеральний секретар ЦК КПРС (1906—1982).
- Віра Брежнєва (Галушка) (нар. 1982) — співачка, актриса, телеведуча, колишня солістка групи «ВІА Гра».
- Брусєнцов Микола Петрович (1925—2014) — конструктор першого у світі Трійковий комп'ютер (СРСР).
- Бульбенко Федір Павлович (1896—1981) — хорунжий армії УНР, громадський і церковний діяч в Україні і еміграції.
- Вергун Олександр Ігорович (1995—2022) — старший сержант Збройних Сил України, учасник російсько-української війни, що загинув в ході російського вторгнення в Україну в 2022 році.
- Василенко Кім Юхимович (1925—2002) — український танцюрист, хореограф, педагог.
- Воробйов Олександр Сергійович (нар. 1984) — український гімнаст, бронзовий призер Олімпійських ігор у Пекіні.
- Герман Наталія Петрівна (нар. 1963) — українська радянська легкоатлетка; спеціалізувалася в бігу на 100 та 200 метрів.
- Голобородько Олександр Олександрович (нар. 1938) — актор театру та кіно.
- Дашкевич Валентина Євдокимівна (1929—2012) — українська акушер-гінеколог, педагог, доктор медичних наук.
- Дробний Денис Євгенович (1984—2014) — солдат Збройних сил України, учасник російсько-української війни.
- Єрофєєв Макар Володимирович (1999—2023) — старший лейтенант Збройних сил України, учасник російсько-української війни, Герой України з удостоєнням ордена Золота Зірка (посмертно).
- Євтушевський Володимир Якович (1941—2010) — український художник.
- Жарков Володимир Миколайович (1973—2015) — старший сержант Збройних сил України, учасник російсько-української війни.
- Зайцев Сергій Федорович (1993—2023) — капітан спецпідрозділу «Омега» Національної гвардії України, учасник російсько-української війни.
- Злючий Сергій Дмитрович (нар. 1953) — український поет, перекладач, громадський діяч, член Національної спілки письменників України.
- Жежер Анатолій Михайлович (1937—2020) — український художник-живописець.
- Кабка Геннадій Миколайович (нар. 1966) — співак, педагог, заслужений діяч мистецтв України, кандидат мистецтвознавства.
- Коваль Вячеслав Станіславович (нар. 1945) — народний депутат України.
- Кордабньов Володимир Олександрович (1964—2014) — майор Збройних сил України, учасник російсько-української війни.
- Кореняк Сергій Герасимович (1907—1987) — український режисер-документаліст.
- Кочура Максим Дмитрович (1994—2014) — солдат Збройних сил України, учасник російсько-української війни.
- Кравець Артем Анатолійович (нар. 1989) — український футболіст, нападник «Динамо» (Київ).
- Кувалдін Мирослав Джонович (нар. 1975) — український співак, музикант, телеведучий, лідер гурту «The ВЙО».
- Кузнецов Віктор Михайлович (нар. 1961) — Чемпіон СРСР з футболу 1983 року, бронзовий призер Чемпіонату СРСР 1984—1985 року.
- Кучеровський Станіслав Сергійович (1984—2015) — солдат Збройних сил України, учасник російсько-української війни.
- Ледзінський Дмитро Вікторович (нар. 1963) — спортсмен, майстер спорту з важкої атлетики, чемпіон СРСР з важкої атлетики 1985 року.
- Лесич Дмитро Сергійович (1999—2023) — громадський активіст, волонтер; військовослужбовець, учасник російсько-української війни.
- Литовченко Геннадій Володимирович (нар. 1963) — футболіст, тренер, найкращий футболіст СРСР 1984 року.
- Лісной Сергій Володимирович (1978—2014) — солдат Збройних сил України, учасник російсько-української війни.
- Лісовський Роберт Антонович (1893—1982) — художник-графік, автор емблеми ОУН та емблеми німецької авіафірми «Lufthansa»
- Лобко Михайло Сергійович (1915—2002) — бандурист, заслужений артист України.
- Мєрков Роман Сергійович (1994—2022) — молодший лейтенант Збройних Сил України, учасник російсько-української війни, що загинув у ході російського вторгнення в Україну (з 2022).
- Несіс Юрій Арнольдович (нар. 1953) — письменник.
- Новосад Микола Володимирович (1962—2022) — старший солдат Збройних сил України, учасник російсько-української війни.
- Овчинников Василь Федорович (1907—1978) — український радянський живописець.
- Панченко Едуард Андрійович (1992—2015) — солдат Збройних сил України, учасник російсько-української війни.
- Першудчев Іван Гаврилович (1915—1987) — радянський скульптор.
- Разумовський Валерій Казимирович (нар. 1962) — український автогонщик, неодноразовий чемпіон України у різних дисциплінах автоспорту.
- Садовничий Євген Валентинович (1992—2016) — молодший сержант Збройних сил України, учасник російсько-української війни.
- Сектименко Микола Григорович (1949—2007) — радянський і український кіноактор.
- Сиваченко Ярослав Едуардович (1996—2024) — солдат Збройних сил України, учасник російсько-української війни.
- Сіренко Володимир Іванович (1931—2015)— український поет і письменник, дисидент, громадський діяч, член Національної спілки письменників України.
- Слісаренко Сергій Станіславович (1963—2015)  — солдат Збройних сил України, учасник російсько-української війни.
- Слюсар Ірина Дмитрівна (нар. 1982) — радянська та українська спортсменка-спринтерка, спеціалізувалася в бігу на 60, 100, 200 та 400 метрів, естафетному бігу 4×100 метрів й естафетному бігу 4×400 метрів.
- Ткач Андрій Євгенович (1980—2015) — солдат Збройних сил України, учасник російсько-української війни.
- Удовицький Ігор Миколайович (1973—2014) — старший сержант Збройних сил України, учасник російсько-української війни з 2014 року.
- Черниш Анатолій Григорович (нар. 1936) — український дитячий письменник, поет.
- Черноколенко Анастасія Василівна (нар. 1993) — українська боксерка, бронзова призерка Чемпіонату світу-2014, дворазова призерка Чемпіонатів Європи, Чемпіонка України 2014 та 2019 років.
- Шаго Євген Петрович (нар. 1941) — народний депутат України.
- Швед Георгій Павлович (1932—2022) — український лікар-невролог, кандидат медичних наук.
- Шевченко Володимир Олексійович (1972—2014) — молодший сержант Збройних сил України, російсько-української війни.
- Шепетов Іван Михайлович (1902—1943) — Герой Радянського Союзу, генерал-майор, учасник німецько-радянської війни.
- Ярмиш Юрій Феодосійович (1935—2013) — український дитячий письменник.
- Яровий Володимир Валентинович (1975—2014) — молодший сержант Збройних сил України, учасник російсько-української війни.
- Ярош Дмитро Анатолійович (нар. 1971) — один з лідерів громадського руху Правий сектор, голова ВО «Тризуб».

Пов'язані із містом:
- Бельмас Микола Семенович (1906—1968) — голова Дніпродзержинського міськвиконкому у 1944—1948 роках.
- Дзвінка Торохтушко (нар. 1972) — українська поетеса, письменниця, журналістка, перекладачка, блогерка (проживала з родиною в Кам'янському)
- Жуган Володимир Олександрович (1926—2008) — український художник-живописець, жив і працював у Кам'янському.
- Корсовецький Орест Іванович (1925—2000) — український поет і прозаїк, під час війни входив до підпільної організації в Романковому.
- Ляудіс Казимир Францович (1901—1989) — голова Дніпродзержинського підпільного міськкому КПУ під час німецько-нацистської окупації (1941—1943), голова КДБ Литовської РСР.
- Назарбаєв Нурсултан Абішович (нар. 1940) — екс-президент Казахстану (навчався у Кам'янському).
- Нігоян Сергій Гагікович (1993—2014) — учасник Революції гідності (навчався у Кам'янському).
- Смирнов Семен Сергійович (1901—1985) — голова Дніпродзержинського міськвиконкому (1948—1961).
- Стовба Олександр Іванович (1957—1980) — український російськомовний поет, учасник війни в Афганістані.
- Чабан Микола Петрович (нар. 1958) — український журналіст, публіцист і краєзнавець Дніпропетровської області. Заслужений журналіст України (2007). Працював у газеті «Дзержинець» у 1980-х роках.
- Ясюкович Ігнатій Ігнатович (1847—1914) — директор, розпорядник Дніпровського заводу в Кам'янському у 1889—1903 роках.
- Ясюкович Станіслав Ігнатович (1882—1946) — польський державний діяч періоду Другої світової війни, репресований НКВС[61].